# BMW E30
Mit dem Werkscode BMW E30 werden die Fahrzeuge der zweiten 3er-Reihe von BMW bezeichnet. Das von dieser Baureihe abgeleitete Modell Z1 Roadster trug den gleichen Werkscode. Das Modell E30 wurde 2,34 Millionen Mal in den Werken München und Regensburg gefertigt. Nachfolger war der E36, welcher im Oktober 1990 vorgestellt wurde.

## Modellgeschichte

### Allgemeines

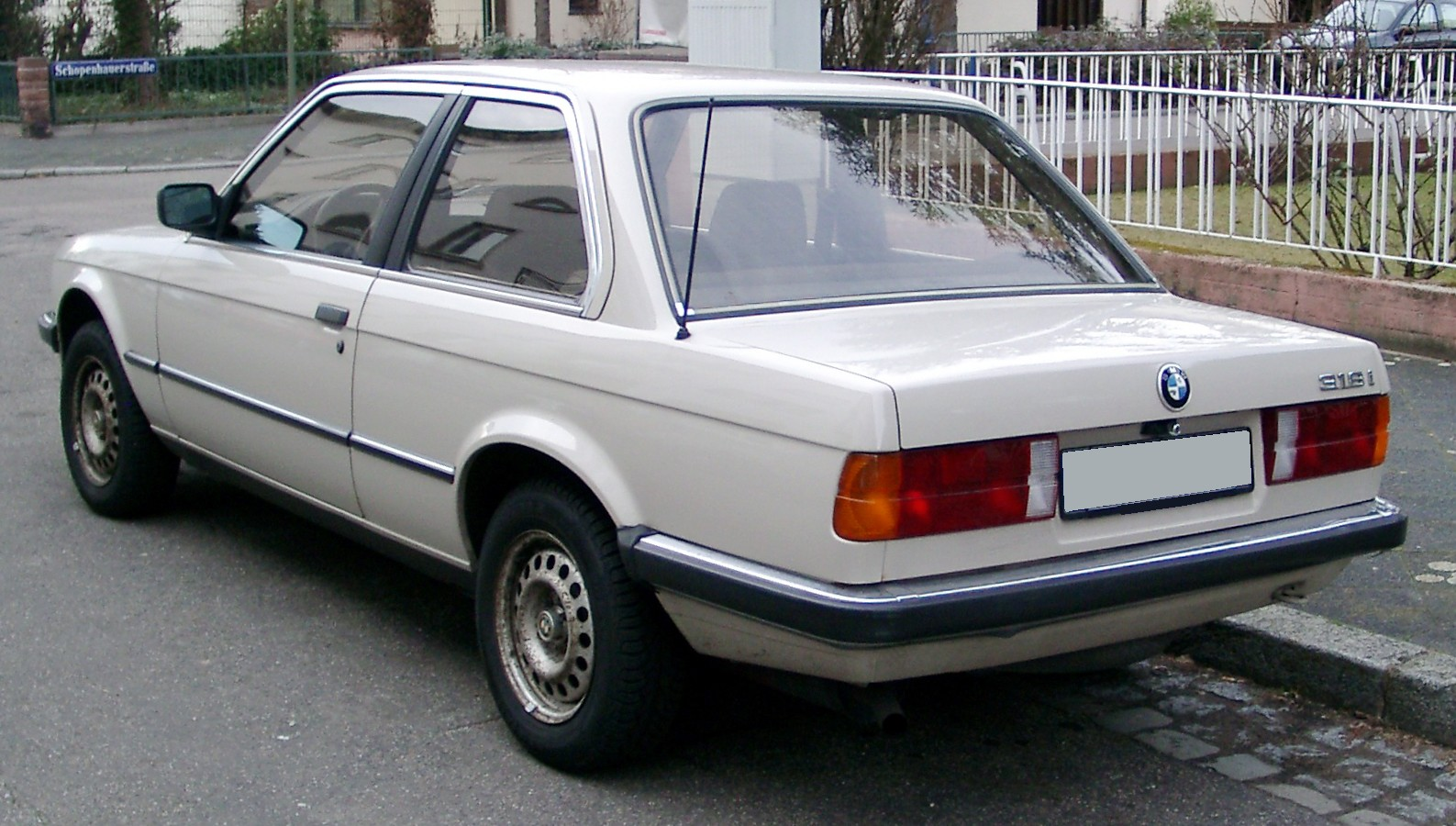
E30 der ersten Serie

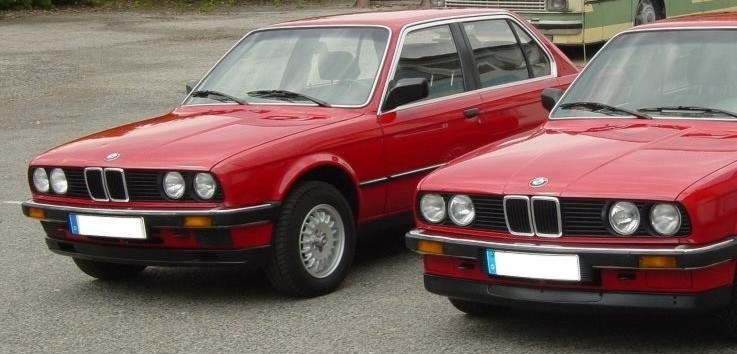
E30-Limousinen im Vergleich:
(links 1982–1985, rechts 1985–1987)

Die Baureihe E30 löste im November 1982 die Fahrzeuge der ersten 3er-Reihe E21 ab. Das Design der ersten 3er-Reihe stammt von Paul Bracq und wurde im E30 unter Claus Luthe weiterentwickelt. Ausführender Exterieur-Designer war Boyke Boyer. Die Produktion (nicht Auslieferung) der ersten zweitürigen Modelle (323i) begann im Dezember 1981, 320i ab Januar 1982 und 316/318i ab März 1982. Die viertürigen Limousinen wurden ab Januar 1983 hergestellt.
Der E30 wurde in wesentlich mehr Varianten als der nur zweitürig angebotene Vorgänger BMW E21 produziert. Die zweite 3er-Reihe kam Ende 1982 auf den Markt und war ab September 1983 auch als Viertürer erhältlich. Im Herbst 1985 – bis August 1985 wurden 670.000 E30 verkauft – wurden das Vollcabriolet (ohne Überrollbügel) und der erste M3 vorgestellt. Als zweiter BMW-Diesel-Pkw nach dem 1983 präsentierten Diesel-Modell der 5er-Reihe 524td kam 1985 der kleinere 324d ins BMW-Programm. Zur großen Modellpflege im September 1987 folgte eine Kombivariante mit dem bereits im Schrägheckmodell des BMW 02 verwendeten Namen Touring.

### Design
Die Entwicklung der E30 3er-Serie begann im Juli 1976, wobei das Design unter Chefdesigner Claus Luthe entwickelt wurde und das Exterierdesign von Boyke Boyer geleitet wurde. Im Jahr 1978 wurde das endgültige Design genehmigt, und 1979 wurde der Design Freeze (Cubing-Prozess) abgeschlossen. Für den E30 wurde im Designprozess umfassend mit computergestütztem Design (CAD) gearbeitet, Mitte bis Ende der 1970er Jahre noch ein Novum. Das Auto wurde Ende November 1982 auf den Markt gebracht.
Das ebenfalls darauf basierende Baur Topcabriolet gehörte ab Anfang 1983 bis zum Produktionsende der zweitürigen Limousinen zur Modellpalette. Im Januar 1986 wurde das Angebot durch das Cabriolet mit vollständig versenkbarem Verdeck und ohne Überrollbügel erweitert, 1987 wurde der Kombi Touring im Markt eingeführt. Geringe Stückzahlen zeichnen die erste Generation des BMW M3 aus, der seit 1986 verfügbar war und später in der DTM erfolgreich eingesetzt wurde.
Antriebsseitig blieb es anfangs weitgehend bei den aus dem E21 bekannten Motorisierungen. Bei den Sechszylindermotoren wurde allerdings die Gemischaufbereitung verändert: Bei den Sechszylinder-Varianten war nun die Bosch L-Jetronic Serie, beim Vorgänger war der 320 ausschließlich mit Vergaser lieferbar, der 323i besaß eine Bosch K-Jetronic. Mit dem 325e (e sprich eta) wurde eine besonders drehmomentstarke und vergleichsweise sparsame Variante parallel zum BMW 525e E28 eingeführt. Zudem wurde mit der Entwicklung des 324d sowie mit dem zwei Jahre später erhältlichen 324td erstmals in der Geschichte von BMW ein Dieselmotor ohne bzw. mit Turbolader, ebenfalls parallel zum BMW 524d/524td E28, in die Produktion aufgenommen. Durch den Erfolg der Konkurrenz, im Speziellen Audi mit seinem quattro-Antrieb, animiert, entwickelte BMW einen Allradantrieb, der dann auch erstmals in der Firmenhistorie in einem zivilen Fahrzeug 1985 beim 325iX zum Einsatz kam (ab 1937 gab es bereits mit dem leichten Einheits-Pkw der Wehrmacht vom Typ BMW 325 einen allradgetriebenen BMW).
Äußerlich waren die Vier- und Sechszylindermodelle bzw. Modelle ab zwei Liter Hubraum nicht mehr so deutlich wie beim Vorgänger E21 zu unterscheiden, da nun alle E30 serienmäßig Doppelscheinwerfer besaßen. Einziges, wenn auch nicht sehr auffälliges Erkennungsmerkmal war die unterschiedliche Ausführung des Endschalldämpfers, der bei den Modellen bis 08/1987 aufgrund der kleineren Heckschürze frei sichtbar war. Die Vierzylinder mit den M10-Motoren (316 66 kW/90 PS, 316i 75 kW/102 PS, 318i 75 bzw. 77 kW/102 bzw. 105 PS) wurden mit einem im Querschnitt runden, einflutigen Endschalldämpfer ausgestattet, die Sechszylinder (320i 92 kW/125 PS, 323i, 325e 90 kW/122 PS) erhielten einen größeren, ovalen und ebenfalls einflutigen Endschalldämpfer. Die späteren Sechszylinder wurden bis zu ihrem Produktionsende mit in den Abmessungen identischen, aber zweiflutigen Anlagen versehen. Mit dem Einsatz der M40/M42-Motoren bestand der Unterschied zu den M20-Varianten nur noch in ein- zu zweiflutiger Anlage mit unterschiedlichen Rohrdurchmessern, wobei der Endschalldämpfer in seiner Größe nahezu identisch war.
Im Innenraum wurden die Unterschiede speziell bei den Stoffbezügen größer, wenn auch nicht gravierend. So erhielten die Sechszylindermodelle im Gegensatz zu den einteiligen, gänzlich mit Kunstleder bezogenen Türverkleidungen andere mit einer Stoff- bzw. Velourseinlage. Die Sitzpolster waren im Vergleich aufwändiger und ein wenig hochwertiger gestaltet. Die Sitzwangen der Sechszylinder wurden mit glattem Veloursstoff und die Sitzmittelbahnen mit Strukturgewebe bezogen, während bei den Vierzylindern einfachere, aber ebenfalls hochwertige Stoffe mit einheitlicher Musterung Verwendung fanden. Zudem verfügten die 6-Zylinder-Modelle serienmäßig über einen Drehzahlmesser mit einer Digitaluhr (später Analoguhr) in der Mittelkonsole sowie über die „Check-Control“ über dem Innenspiegel. Dieses mit einer zusätzlichen schwarzen Blende und kleineren schwarzen Sonnenblenden in den Dachhimmel integrierte Ausstattungsmerkmal diente der Überwachung wichtiger elektrischer Fahrzeugfunktionen und der Flüssigkeitsstände.
Der BMW E30 wurde bis April 1991 als zwei- und viertürige Limousine hergestellt. Die Produktion des Cabriolet wurde im April 1993 beendet. Der Touring blieb als letzte Variante der E30-Reihe bis April 1994 im Angebot.
In Südafrika lief die Produktion der rechtsgelenkten Zwei- und Viertürer erst im Februar 1992 aus.
Das im September 1990 vorgestellte Nachfolgemodell erhielt den Werkscode E36.

## Modellpflege

### 1985

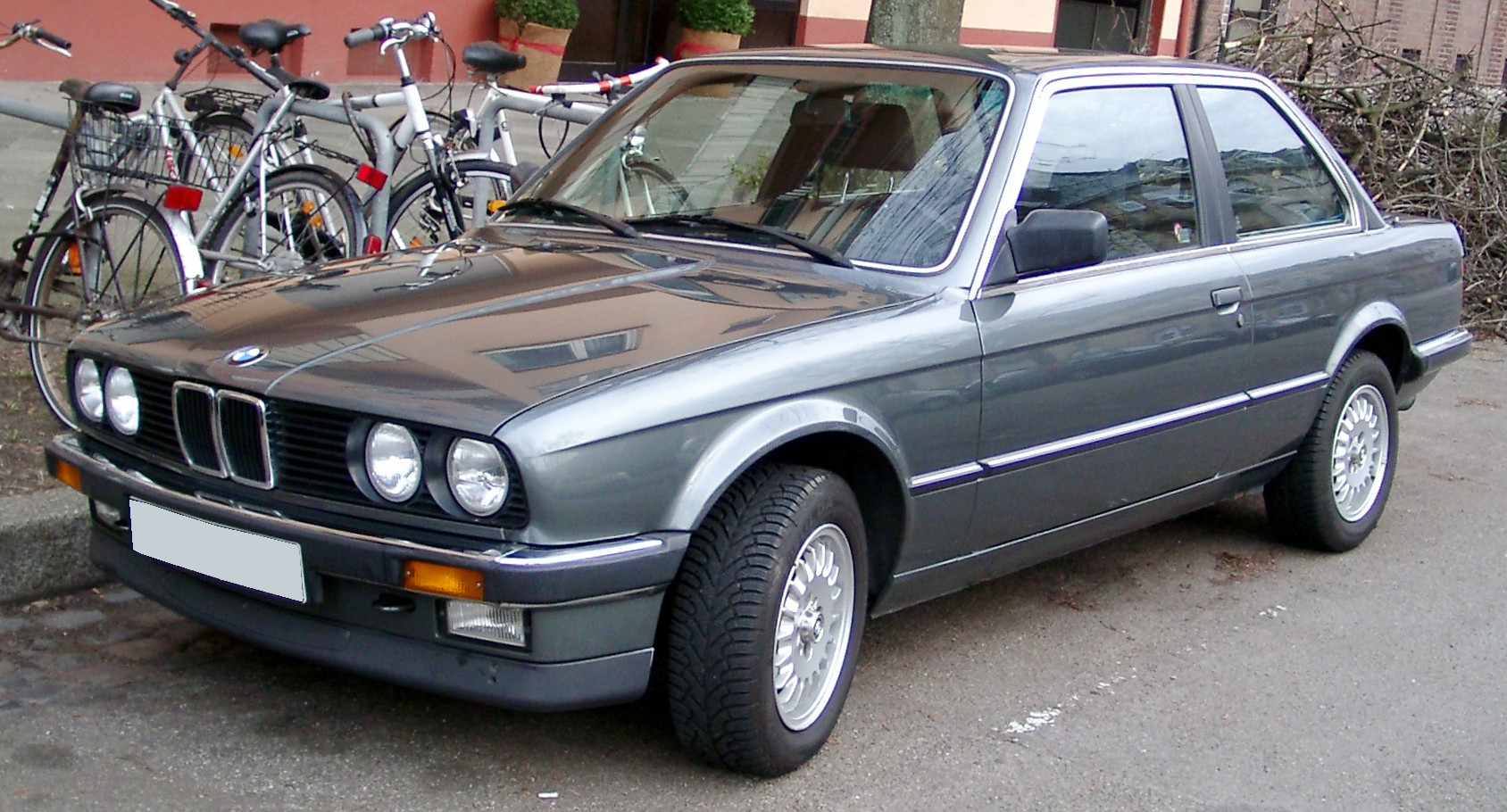
BMW 325e Zweitürer (1985–1987)

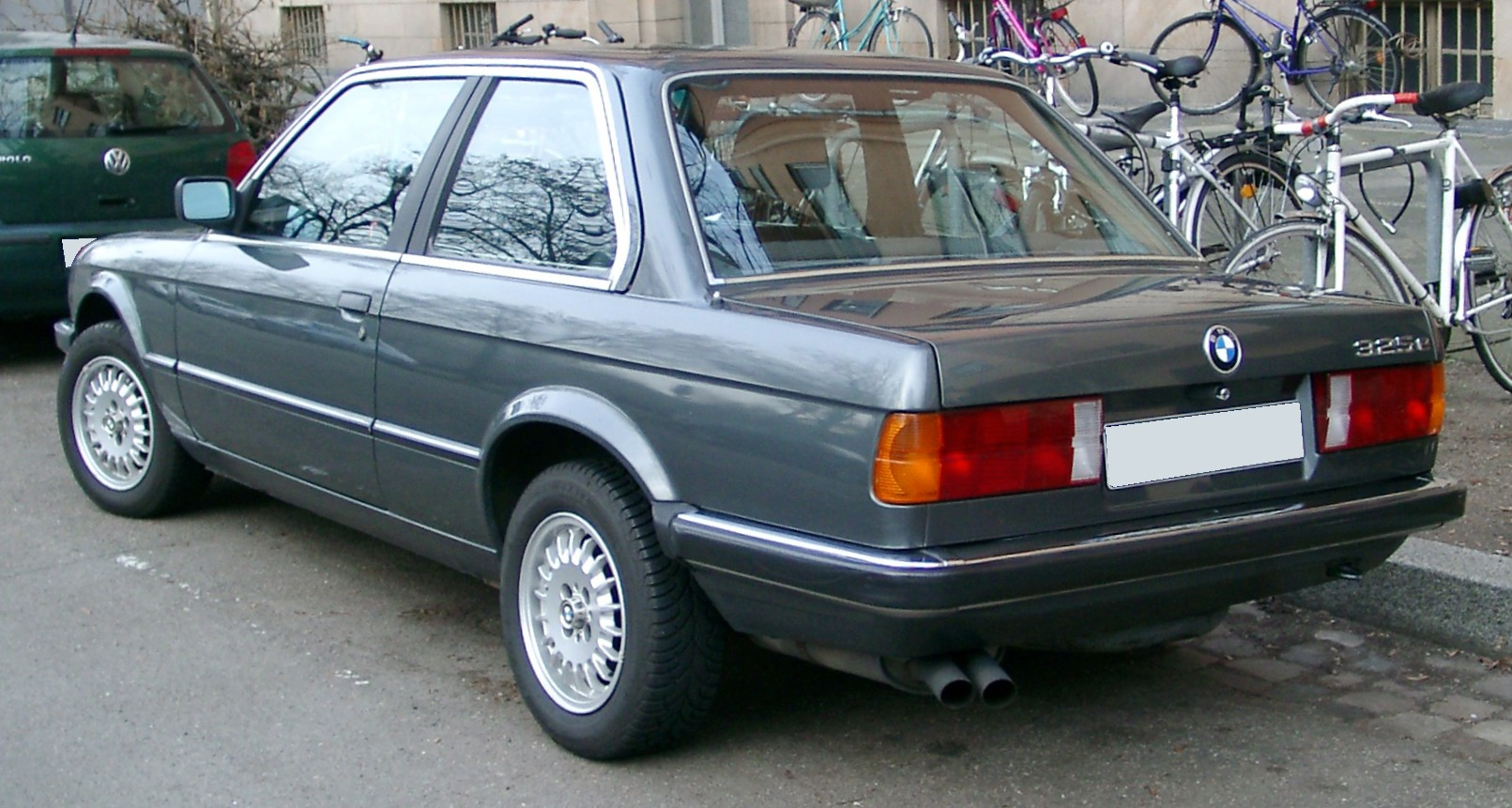
Heckansicht

Die erste Modellpflege wurde im September 1985 vorgenommen. Die augenscheinlichste äußere Neuerung bestand in der Änderung der Frontschürze, die nun einteilig und senkrecht ausgeführt wurde. Der nach unten ein wenig in Fahrtrichtung geformte Frontspoiler wurde schließlich mit einer sanften Wölbung weiter unter den Motor gezogen. Bis dahin bildete die zweiteilige Frontschürze mit dem zugehörigen kleineren Spoiler eine Flucht zum Scheinwerfergrill. Die Bereifung 195/60 R 14 wurde durch das im Querschnitt größere Format 195/65 R 14 ersetzt. Relativ unscheinbar ist der nun durchgängig aufgetragene Steinschlagschutz am Heckblech unterhalb der Stoßstange, vorher jeweils rechts und links nur vom Radhaus bis kurz über die Karosseriefuge Heckblech/Seitenwand. Im Innenraum hielten geänderte Bezugsstoffe Einzug, der Unterschied von den Vier- zu den Sechszylindern war nun geringer, er bestand nur noch in unterschiedlich gemusterten Sitzmittelbahnen, außen wurde nun stets glattes Velours verwendet. Zusätzlich wurde die Stoffpolsterung „Pepita“ eingeführt, die für alle Varianten verfügbar war. Die Unterschiede in den Türverkleidungen blieben bestehen. Als markanteste Änderung fallen des Weiteren die Gurtführungen hinten auf. Die Umlenkung an der C-Säule entfiel und der Beckengurt mit den Halterungen der Gurtschlösser wurde nun seitenvertauscht montiert. Die Hutablage wurde der im oberen Bereich minimal veränderten Rücksitzbank angepasst, genau wie für die nun flach geführten Dreipunktgurte. Diese Änderungen im Innenraum blieben bis zum Produktionsende der Limousinen erhalten.

### 1987

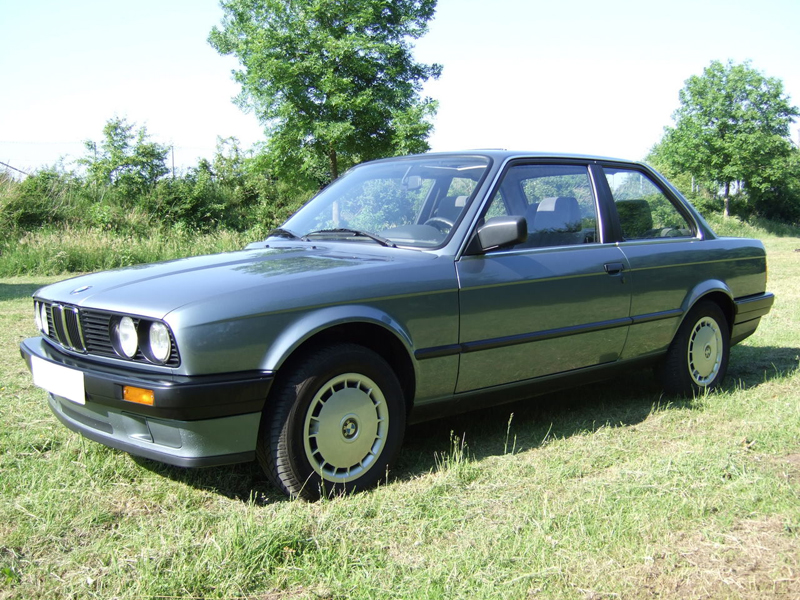
BMW E30 Zweitürer (1987–1991)

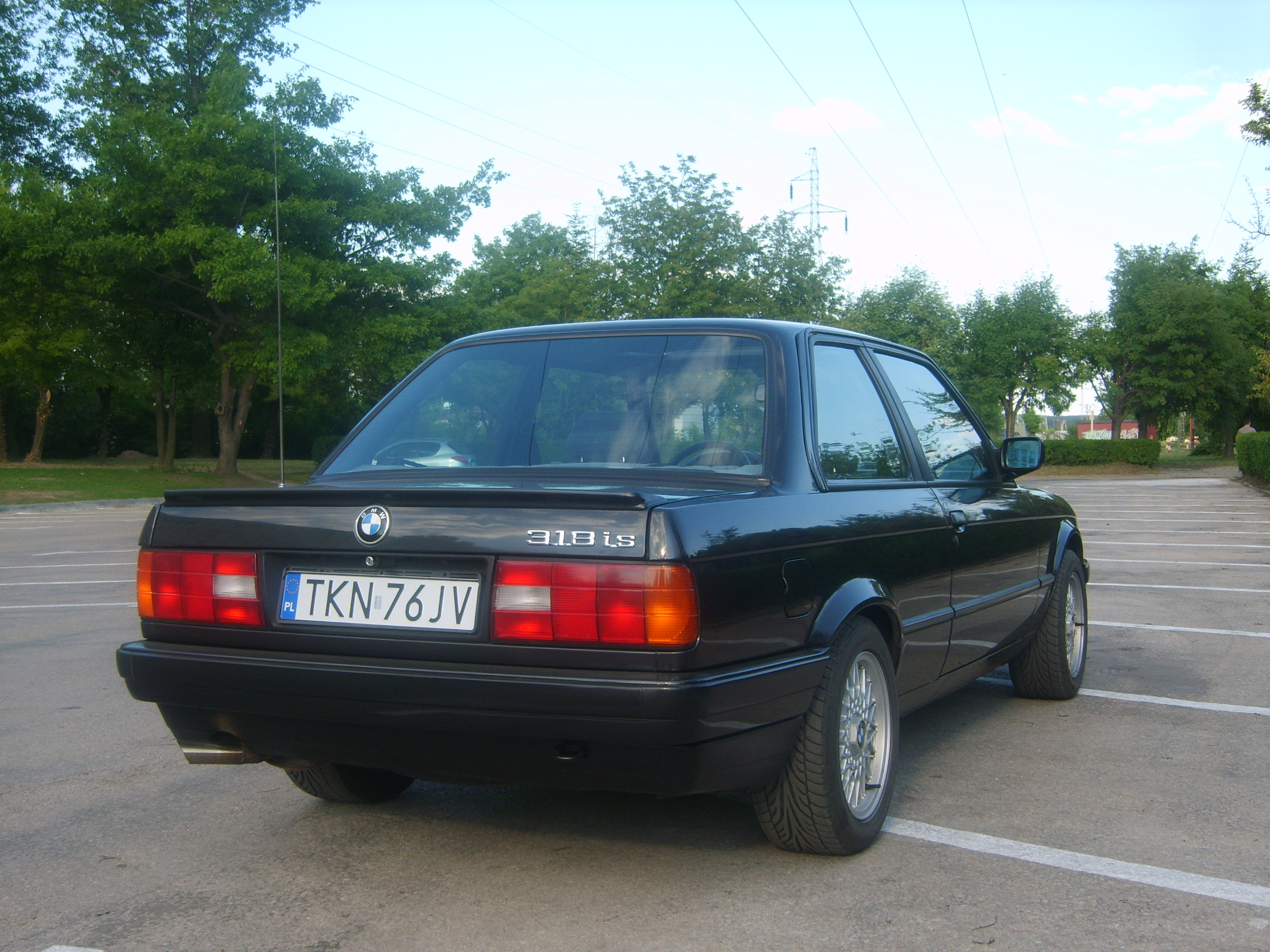
BMW 318is Zweitürer (1989–1991)

Im September 1987 führte BMW bei der zwei- und viertürigen Limousine eine große Modellpflege (Facelift) durch, das Cabriolet erhielt erst 1990 das äußerliche Facelift, wohingegen der M3 in allen Varianten bis zum Produktionsende 1991 äußerlich als Vorfaceliftvariante weitergebaut wurde, mit Ausnahme der Scheinwerfer, die zeitgleich mit dem Facelift des Cabriolets auf Linsentechnik umgerüstet wurden. Zusätzlich kam die Kombilimousine Touring vorerst als 320i und 325i ins Programm, während das Modell 325e nicht weiter angeboten wurde.
Die deutlichsten Änderungen waren nun eine neu gestaltete Frontschürze, die Chromstoßstangen wichen den jetzt voluminöseren und in Kunststoff gefertigten anthrazitfarbenen Stoßfängern, welche auf Wunsch (Bestandteil der Sonderausstattung „Shadow-Line“, siehe unten, sonst gegen Mehrpreis auf Sonderwunsch) auch in Wagenfarbe lackiert waren, wobei die Stoßleisteneinsätze generell schwarz blieben. Die Stoßfänger hielten nun Stößen bis 4 km/h unbeschadet Stand. Deren Aufnahmen, wegen ihrer stoßabsorbierenden Funktionsweise Prallboxen genannt, schützen den Fahrzeugrahmen bis 15 km/h vor Deformationen. Der Chromzierrat, beispielsweise an den Front- und Heckscheiben sowie um die Türfenster (Zweitürer hinten um das seitliche Heckfenster) wich schwarzen Kunststoffteilen bzw. schwarz beschichteten Aluprofilen. Die seitlichen Stoßleisten waren nun einteilig und ohne Chromleiste. Die Regenrinne und die Fensterschachtleisten blieben weiterhin in Chromausführung.
Die Heckleuchten wurden ebenso wie die Heckschürze vergrößert. Die neuen DE-Hauptscheinwerfer verfügten über Reflektoren in Dreifach-Ellipsoidform. Der hintere Radausschnitt wurde verkleinert und erhielt die Form, wie er schon am Cabriolet seit dessen Produktionsbeginn zu finden war. Das Tankvolumen wuchs von 55 l auf 64 l (nur Limousine 6 Zylinder) bzw. auf 62 l (Werkscabrio und 318i Edition Executive). Alle Benzinmotoren waren seit dem Facelift serienmäßig mit geregeltem Katalysator ausgestattet.

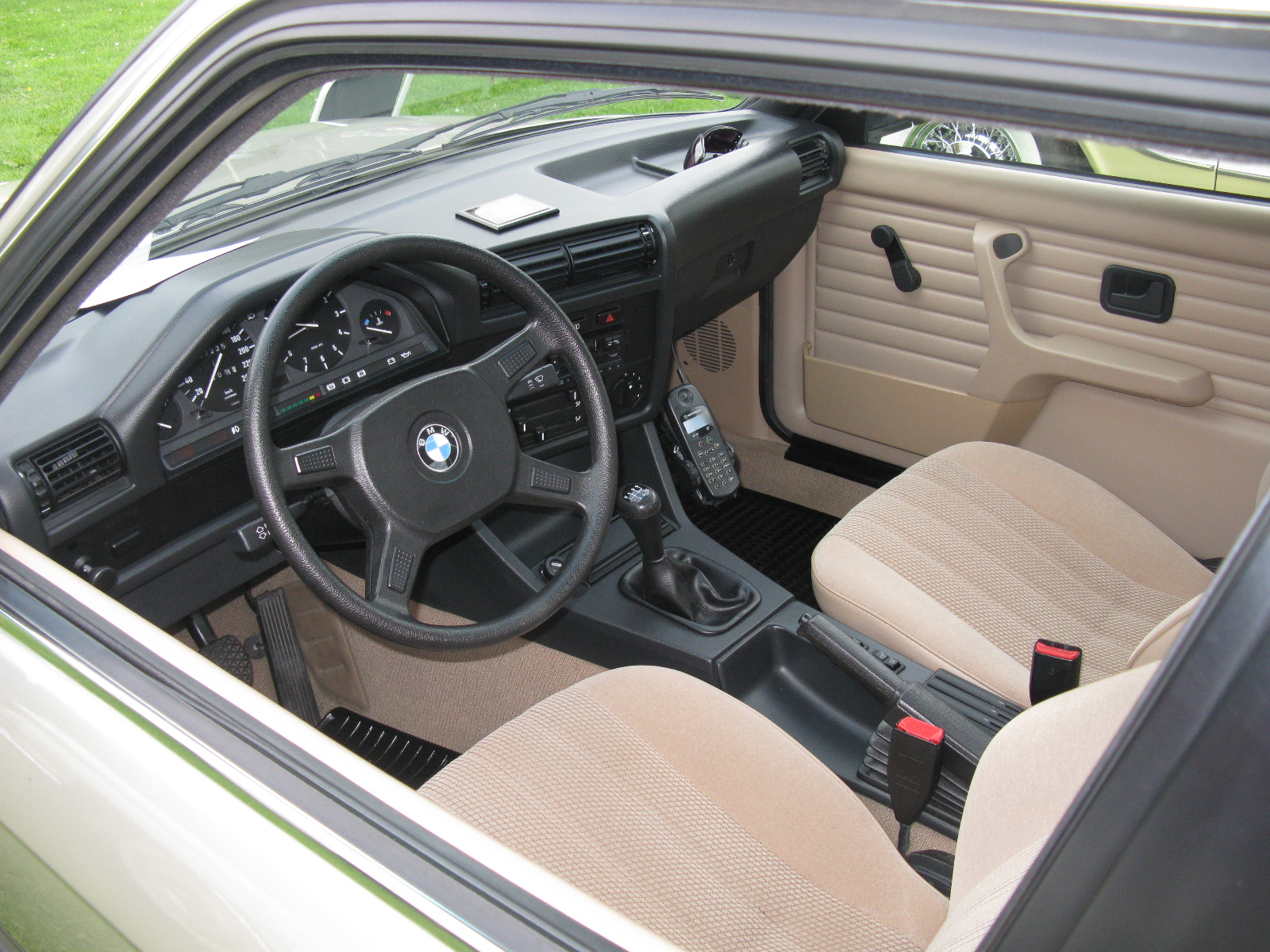
Innenraum eines 316i (nach 1987)

Der Innenraum blieb weitgehend unverändert, die Art der Sitzbezüge wurde beibehalten, nur die Farben in ihren Nuancen und Bezeichnungen geändert. Neue, von der Serie abweichende Bezugsstoffe innen und Außenlackierung wurden bei verschiedenen „Editions-Modellen“ (Edition Executive für die Limousinen 318i–325i, Last-Edition für Limousine/Cabrio 325i, Design-Edition für Cabrio 318i und Touring 316i/318i) angeboten, um bis zum Produktionsende der jeweiligen Karosserievariante den Absatz zu fördern. Für M3 und 318is waren wiederum spezielle Stoff-/Farbkombinationen erhältlich. Die Auswahl an Sonderausstattungen wurde erweitert.
Bei den Exportmodellen für den US-Markt wurde zunächst keine Modellpflege durchgeführt. 1988 erhielten auch diese neue, verkürzte Stoßfänger, allerdings waren diese verchromt. 1989 wurden auch hier Kunststoffstoßfänger eingeführt.

## Karosserievarianten

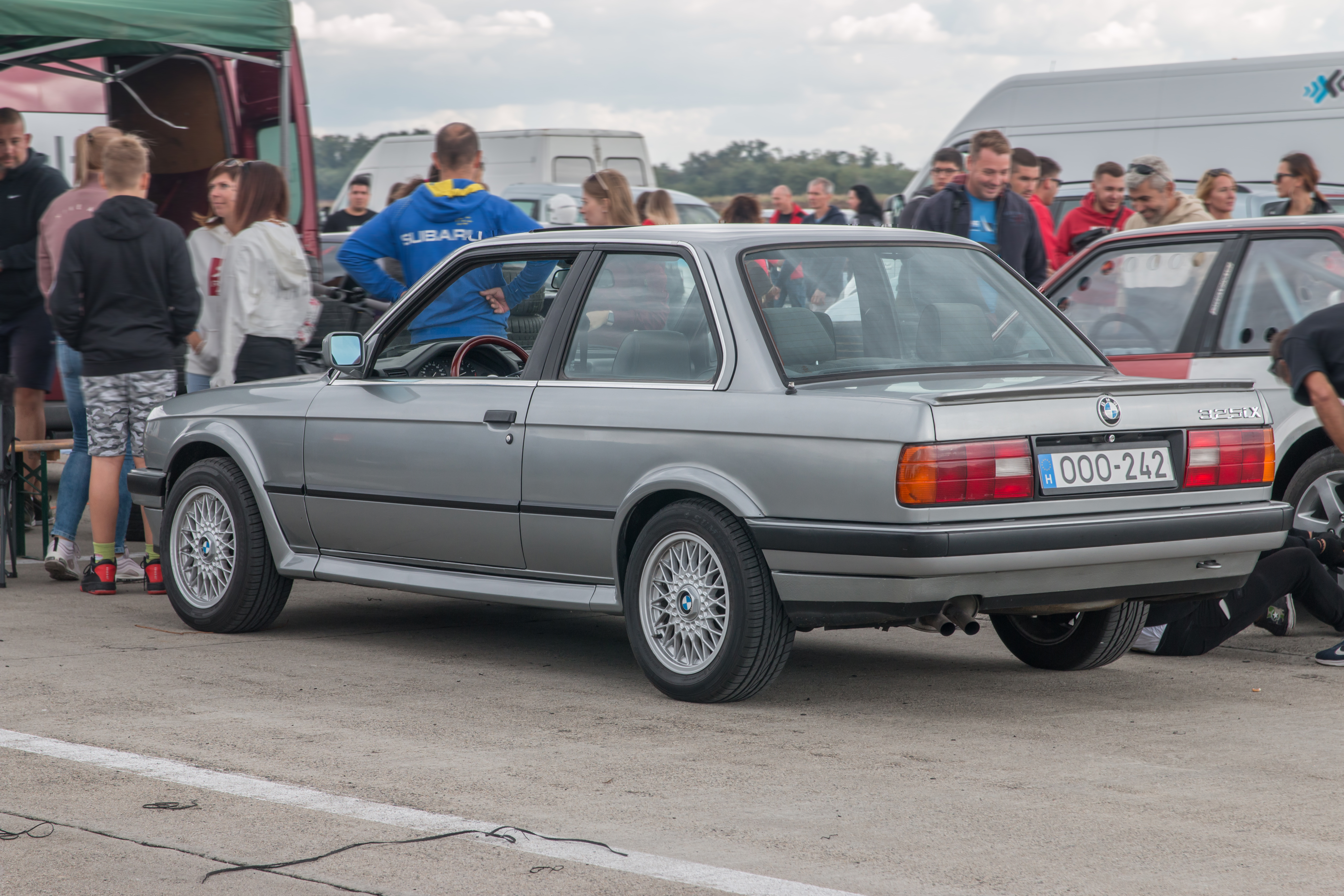
BMW E30 325iX zweitürige Limousine

|                      | Werkscode                                                                                    | Produktionsbeginn | Produktionsende |
| -------------------- | -------------------------------------------------------------------------------------------- | ----------------- | --------------- |
| zweitürige Limousine | E30/2                                                                                        | Dezember 1981     | April 1991      |
| viertürige Limousine | E30/4                                                                                        | Januar 1983       | April 1991      |
| Baur Topcabriolet    | E30/2Cab (Basis zweitürige Limousine, Serie) E30/4Cab (Basis viertürige Limousine, Prototyp) | Februar 1983      | April 1991      |
| Cabriolet            | E30/2C                                                                                       | Juli 1985         | April 1993      |
| M3 Cabriolet         | E30/2SC                                                                                      | Juni 1988         | Juni 1991       |
| M3                   | E30/2S                                                                                       | Februar 1986      | Dezember 1990   |
| Touring (Kombi)      | E30/5                                                                                        | Juli 1987         | April 1994      |
| Z1 Roadster          | E30/Z (Vorserie 80 Stück); Serie: Z1                                                         | Juli 1988         | Juni 1991       |
| Allradvarianten (iX) | E30/16                                                                                       | Februar 1985      | Februar 1991    |

### Baur Topcabriolet

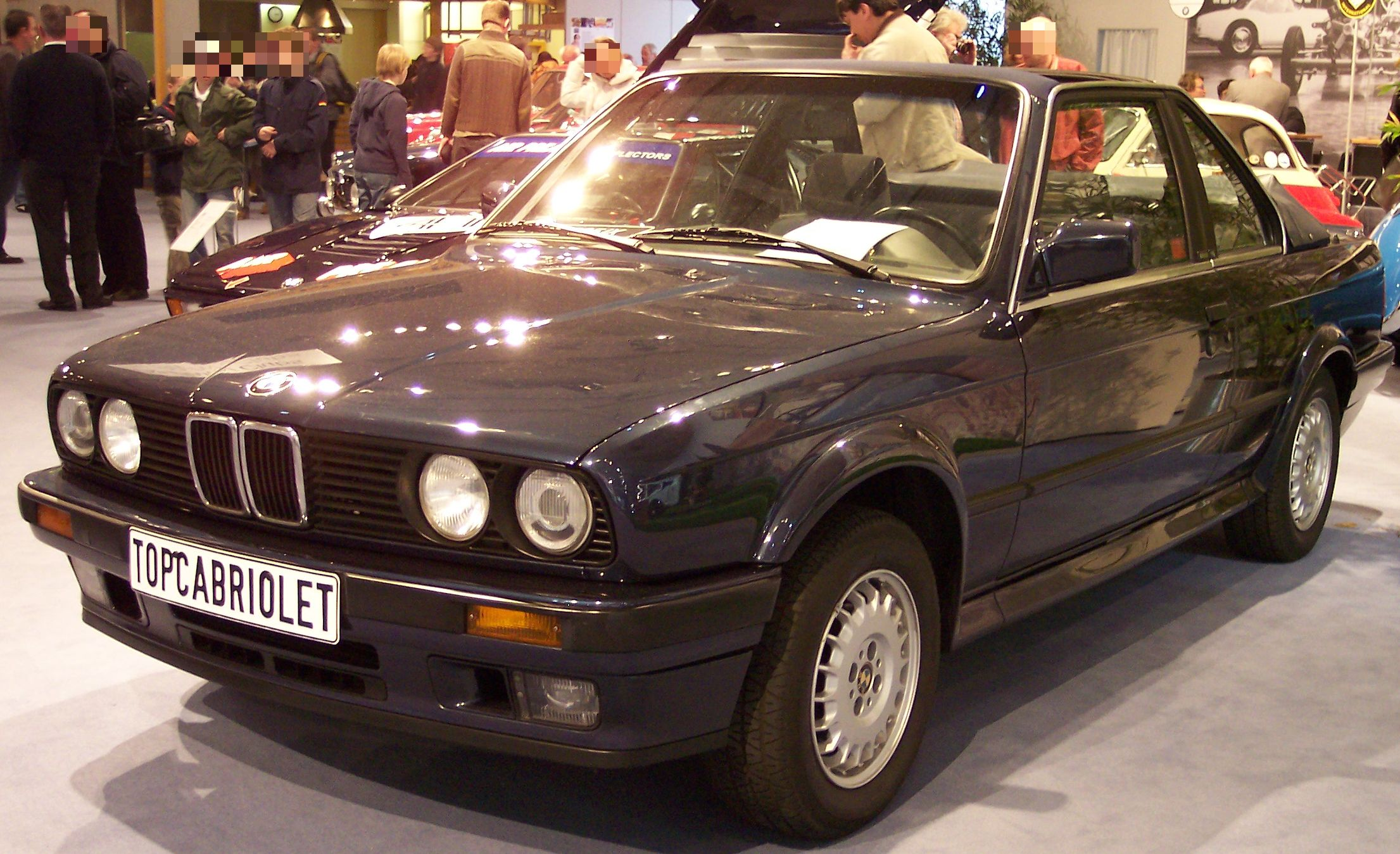
BMW 325ix Baur Topcabriolet

Der BMW E30 wurde ab Anfang 1983 in kleiner Stückzahl ausschließlich mit der Basis der zweitürigen Limousine von der Firma Baur aus Stuttgart zum Targa- bzw. Top-Cabriolet umgebaut und vom BMW-Händlernetz vertrieben. Es konnten hierbei alle Benzinmotoren gewählt werden. Das Baur TC (vergleiche dessen Vorgänger BMW E21 Baur TC oder BMW 02 Baur TC) war jedoch kein Vollcabriolet. So blieben die Seitenscheibenrahmen und ein Überrollbügel bestehen. Das stabile Dachteil konnte wie ein Targadach entfernt oder auch wie ein Schiebedach nur angehoben werden, der hintere Dachbereich ließ sich wie bei einem Landaulet per Verdeck mit großer Heckscheibe öffnen. So entstehen insgesamt fünf Variationsmöglichkeiten von geschlossen bis offen. Die Version Baur bot im Vergleich zum Werkscabriolet auch den Vorteil des größeren Limousinenkoffer- und auch Limousineninnenraums, eine bessere Geräuschkulisse oder auch wegen des geringeren Gewichts bessere Fahrleistungen. Und wegen des Überrollbügels und anderer Karosserieverbesserungen seitens Baur auch eine bessere Verwindungssteifigkeit. Als Einzelstück entstand bei Baur im Jahr 1988 ein Topcabriolet auf Basis der viertürigen Limousine. Das Fahrzeug, das nie offiziell vorgestellt wurde, stand mehrere Jahre in der firmeneigenen Fahrzeugausstellung und befindet sich heute im Besitz eines privaten BMW-Sammlers.

### Cabriolet

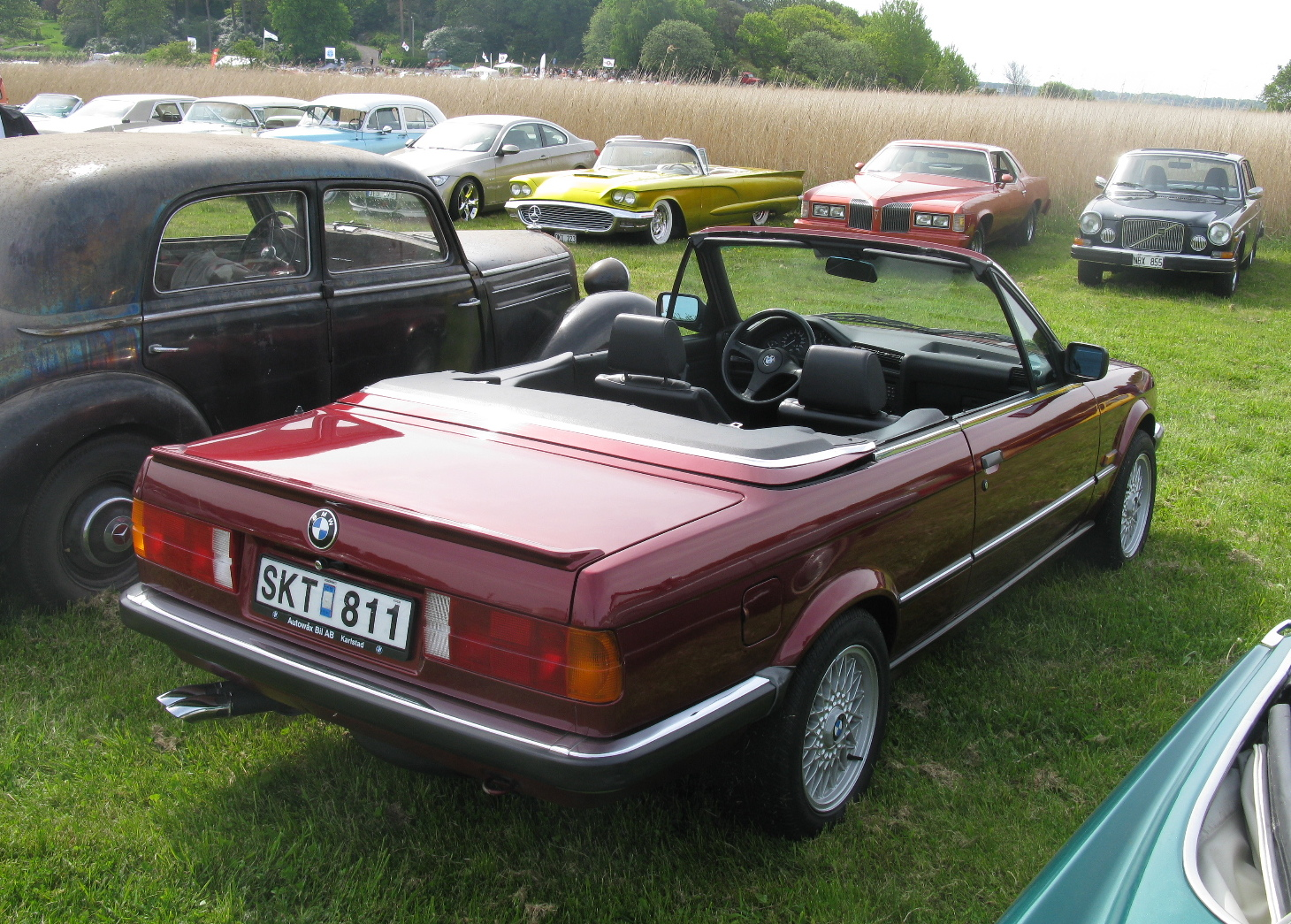
E30 Cabrio vor Facelift, offen

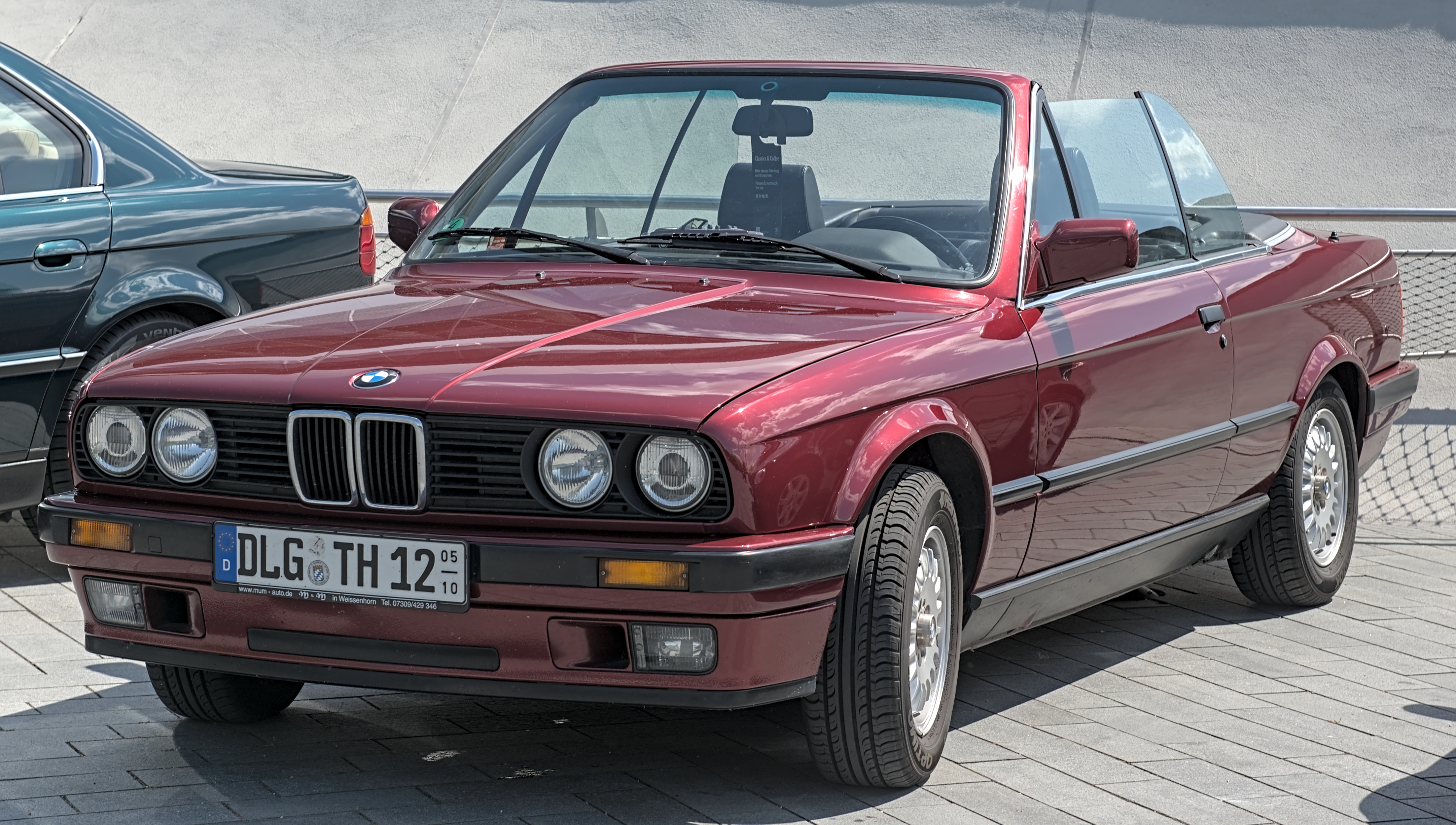
BMW E30 Cabrio (1990–1994)

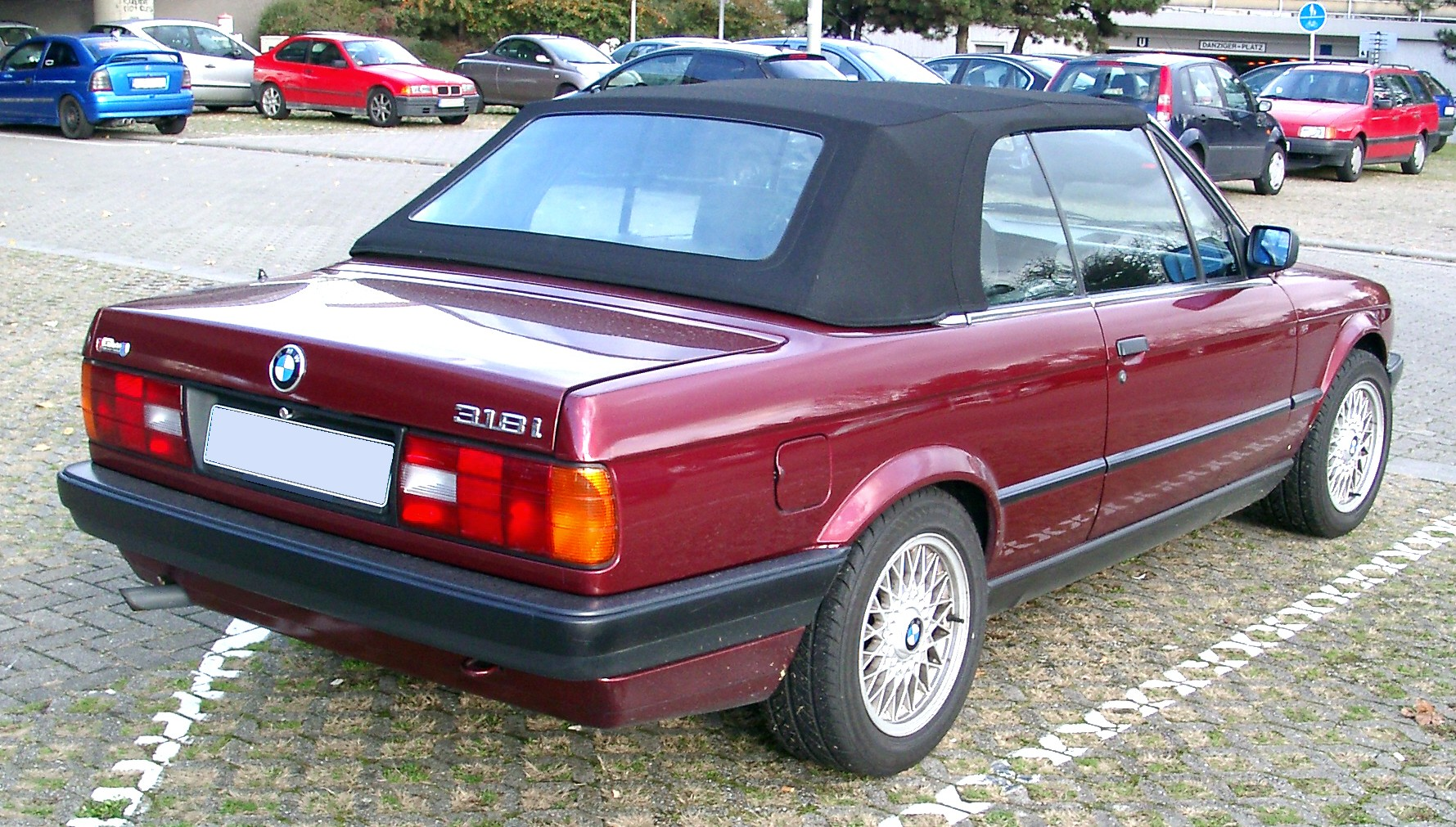
Heckansicht

Nach 15 Jahren ohne Cabriolet in der BMW Modellpalette wurde auf der IAA 1985 der offene BMW 325i vorgestellt. Später rundeten der 320i (ab 1987) und der 318i (mit dem Facelift zum Modell 91) das Cabrioletprogramm nach unten ab.
Im September 1988 erschien das M3-Cabrio, welches zwischen Juni 1988 und Juni 1991 nur 786-mal gebaut wurde. In den USA wurde das 318i Cabrio mit dem Vierventil Motor M42 ausgeliefert (Bauzeit Juli 90 bis Dezember 1992). Um das Cabriolet verwindungssteif zu machen, wurden Karosserie, Schweller und der Scheibenrahmen verstärkt. Dadurch stieg das Gewicht des offenen Fahrzeugs um circa 125 kg gegenüber seinem geschlossenen Pendant. Das Stoffverdeck konnte später auf Wunsch auch elektrisch (beim M3 Serie) versenkt werden (anfangs elektrohydraulisch, später elektromotorisch) und verschwand unter einer flachen Verdeckklappe. Ebenfalls erhältlich war ein Hardtop mit Vinylbezug von BMW und ein in Wagenfarbe lackierbares Hardtop der Firma Wiesmann.
Bei den Sechszylindervarianten ab 320i waren ab der karosserieseitigen Modellpflege zum Herbst 1990 Stoßstangen sowie Außenspiegel in Wagenfarbe lackiert.

### M3
Der BMW M3 diente zunächst als Basisfahrzeug für die Homologation in der Gruppe A und wurde einer der erfolgreichsten Renn-Tourenwagen aller Zeiten, so etwa in der DTM. Das Fahrzeug wurde von der BMW M GmbH, einer Tochterfirma von BMW, entwickelt und produziert.
Der BMW M3 war als zweitürige Limousine und als Cabriolet lieferbar. Der Radstand war gegenüber den anderen Ausführungen um 5 mm verkürzt. Die Karosserie weist für beide Varianten ausgestellte Kotflügel für das verbesserte und verbreiterte Fahrwerk mit größerer Bremsanlage und 5-Loch-Naben anstelle der mit vier sowie nur an der Limousine einen Heckscheibenaufsatz mit flacher stehender Heckscheibe samt erhöhtem Kunststoff-Kofferraumdeckel mit Spoiler auf. Die Karosserieänderungen entsprachen dem Zeitgeist und hatten als Hauptgrund speziell bei der Limousine eine Verbesserung der Aerodynamik zur Folge. Als Triebwerk wurde ein vom Motorblock des BMW M10 und Zylinderkopf des ursprünglich im BMW M1 verwendeten Sechszylinder-Motors BMW M88 abgeleiteter Vierzylinder-Vierventil-Motor mit der Bezeichnung S14 verwendet (mit 2302 cm³ 143–158 kW/195–220 PS), später 2453 cm³ (175 kW/238 PS im Sport Evolution 2)). Das Konzept für diesen Motor stammt von Paul Rosche, auch bekannt als „Nocken-Paule“, welcher ursprünglich nur aus Personalmangel zur Nockenwellenentwicklung versetzt wurde. Das hochdrehende Triebwerk leistete zunächst ohne Kat. 147 kW (200 PS) und ab 1987 mit Kat. 143 kW (195 PS). In der damaligen DTM als Touren-Rennwagen sogar bis zu 276 kW (375 PS).
Bei Exportmodellen für den italienischen Markt wurde dieser Motor aufgrund der dortigen Steuergesetze auf zwei Liter Hubraum verkleinert und als 320is mit 141 kW (192 PS) in der normalen E30-Karosserie ohne die fahrwerksspezifischen Änderungen des M3 angeboten. Der BMW 320iS wurde etwa 3600-mal gebaut, davon wurden rund 1100 Stück als viertürige Limousine gebaut, diese konnten optional mit dem M Technic Sportpaket ausgestattet werden.

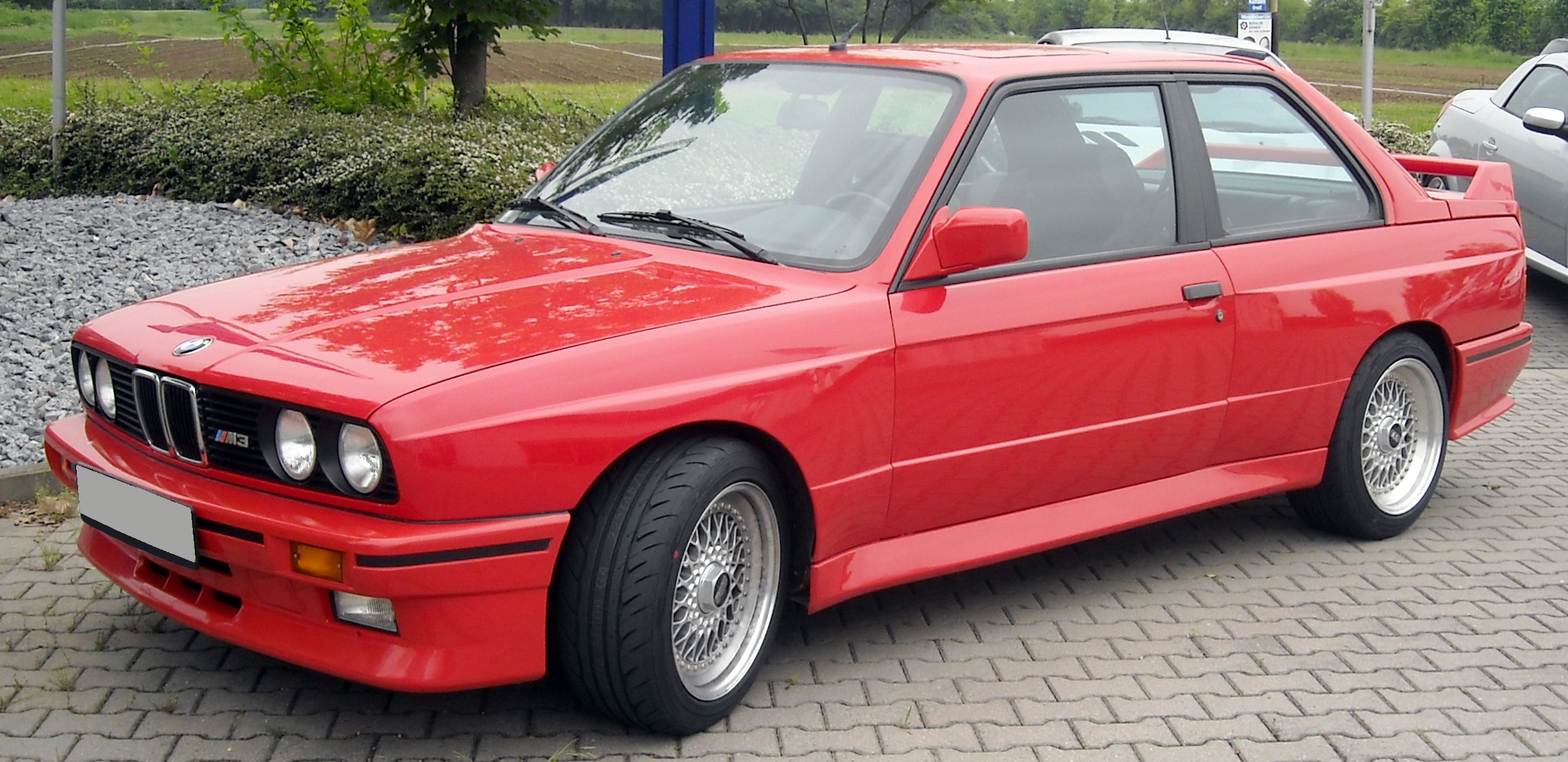
BMW M3
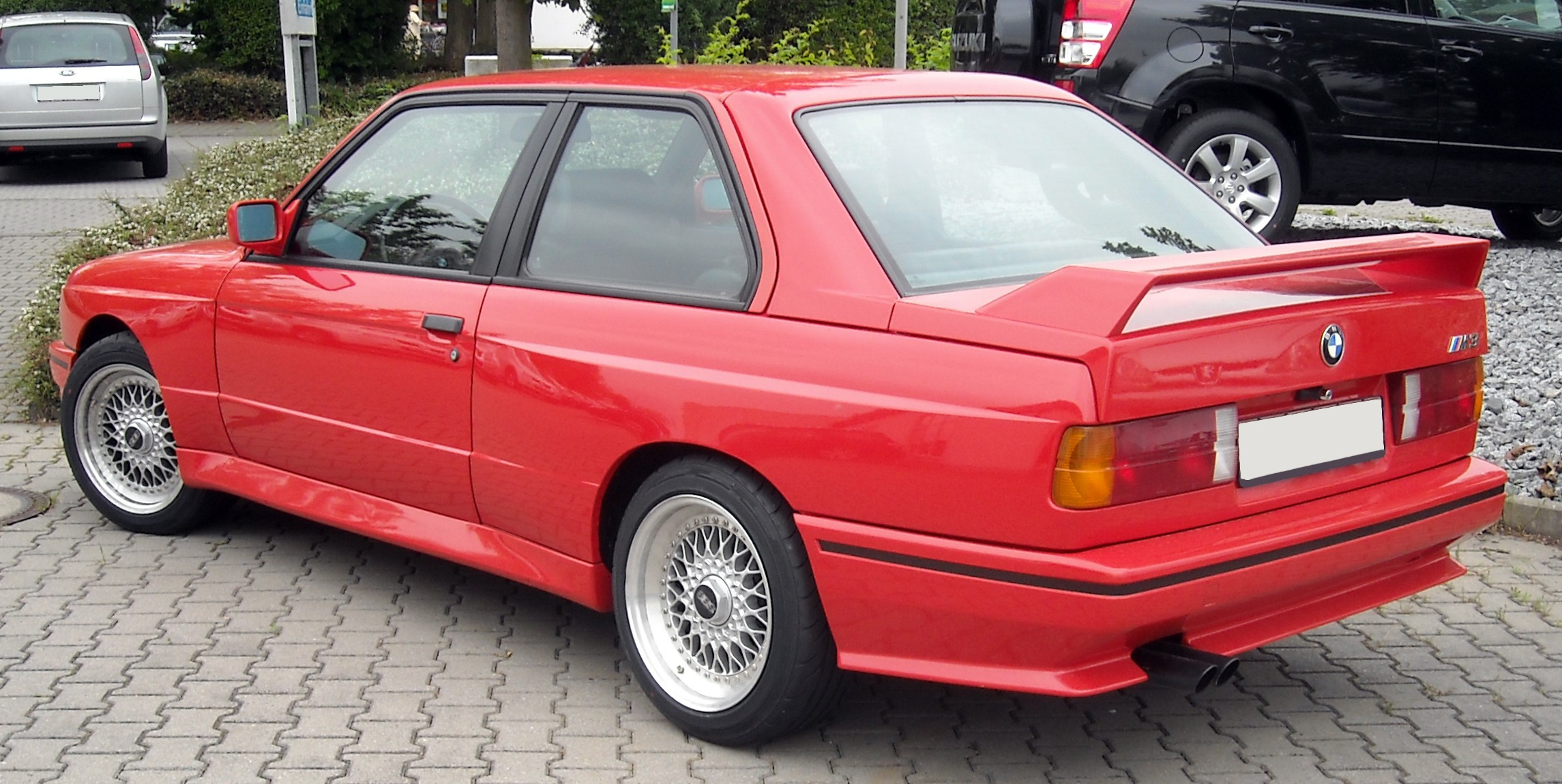
Heckansicht mit dem prägnanten Heckflügel
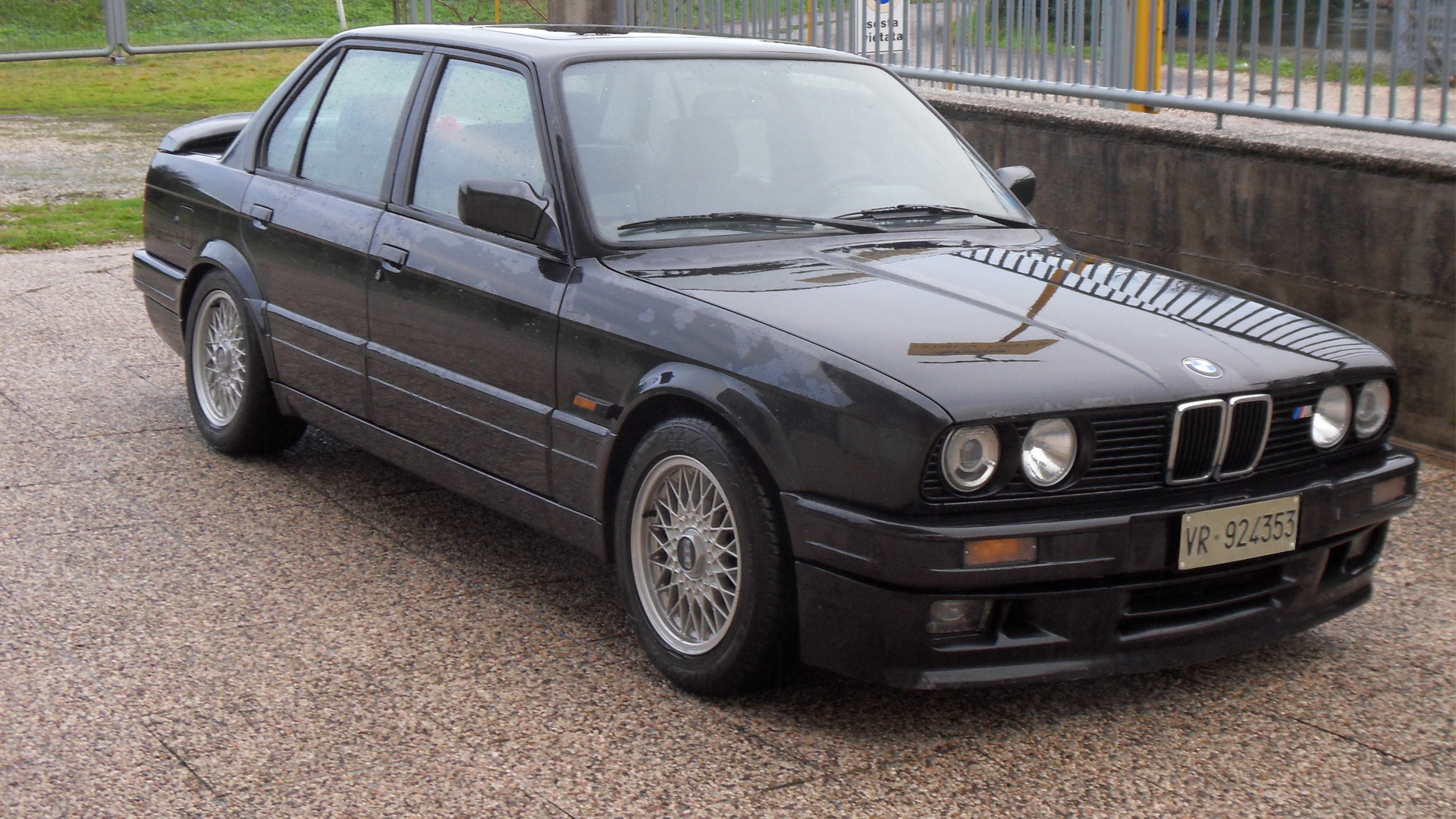
BMW 320is Viertürer (1990)
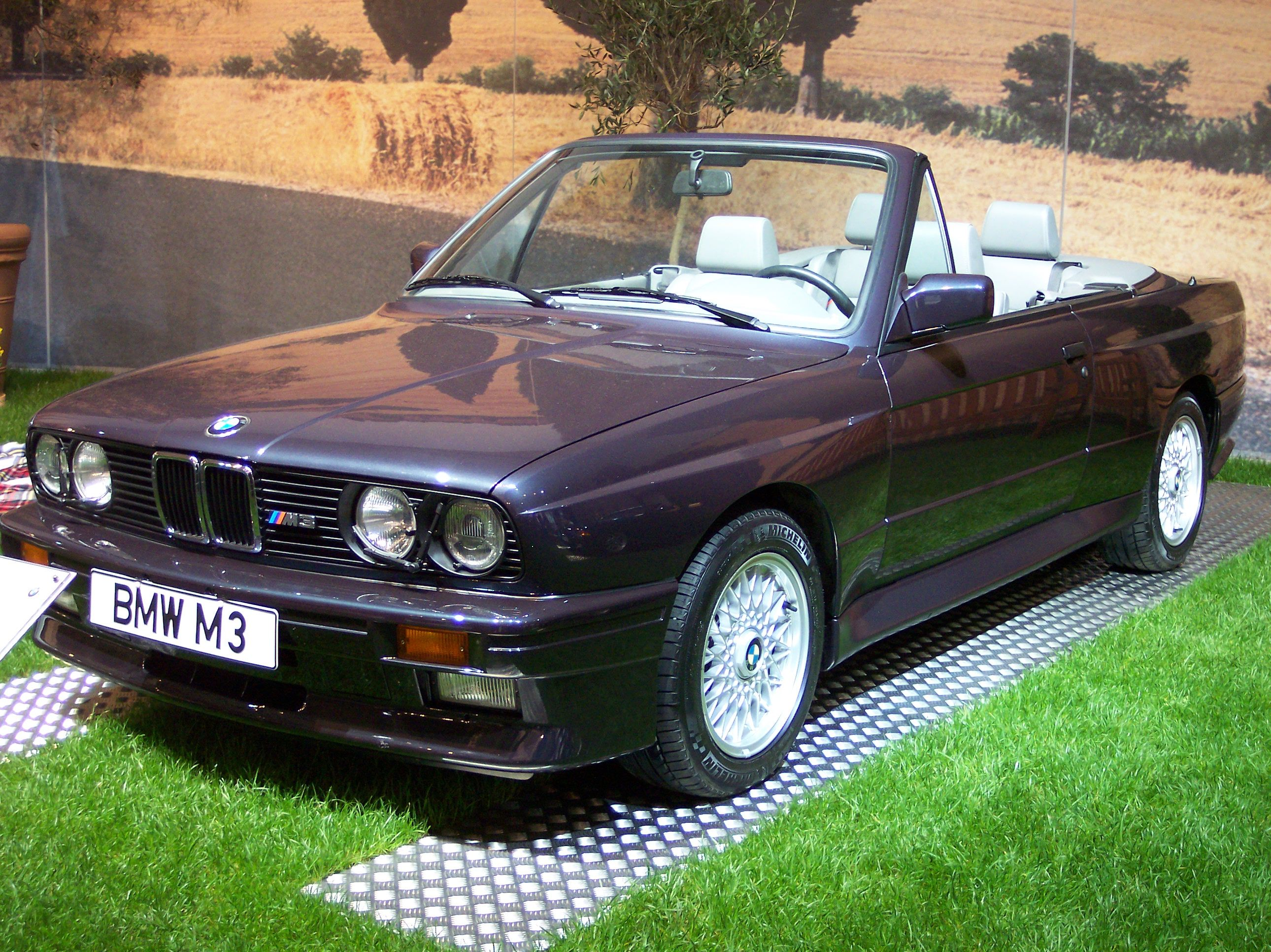
BMW M3 Cabriolet (1991)
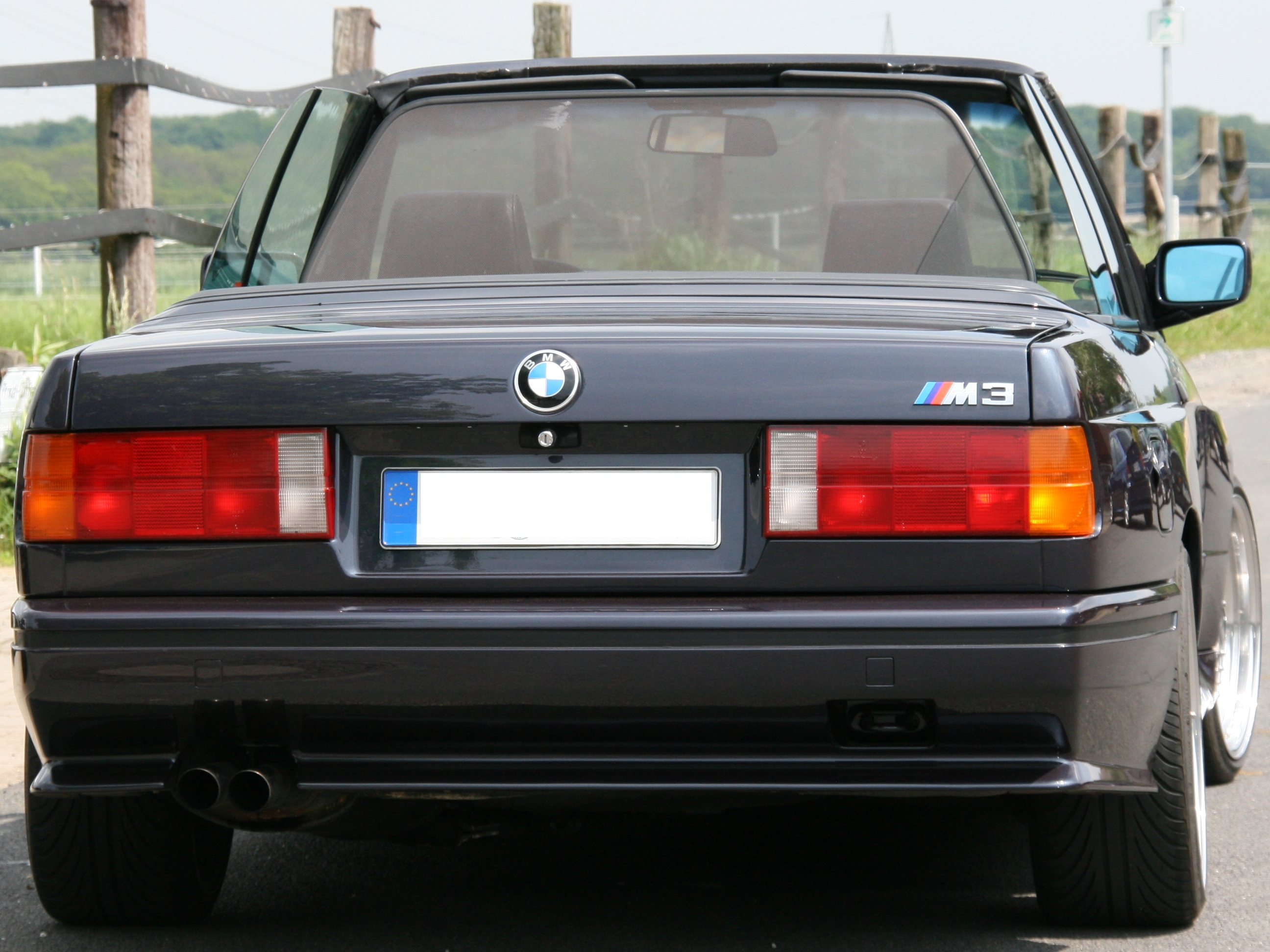
Heckansicht

### Touring
Die auf der viertürigen Limousine basierende Kombivariante (intern E30/5) wurde im September 1987 zum Beginn des Modelljahres 1988 mit der zweiten Modellpflege vorgestellt.
Im Gegensatz zu seinem Vorgänger, dem Touring der 02-Baureihe, wurde der 3er Touring von der Zielgruppe begeistert aufgenommen. Es gab ihn als 320i, 325i und 325ix, später folgten noch die Modelle 324td, 318i und auch der kleine 316i.
Er zeichnet sich durch einen nahezu ebenen, mit feinem Teppich ausgelegten Laderaum und vollständig abgedeckten Radhäusern mit integrierten Staufächern und Boxen für das Soundsystem aus. Die Rückbank war zur Hälfte geteilt und umklappbar. Eine Laderaumabdeckung war Bestandteil der Ausstattung, genau wie eine Wisch-/Waschanlage der Heckscheibe. Die breiten Rückleuchten waren feststehend, die Heckklappe reichte nur auf Breite des Kennzeichens bis zur Ebene des Laderaums hinunter, was das Be- und Entladen mitunter erschwerte.
In den letzten Modelljahren wurde die Palette des Touring durch die Design Edition-Sondermodelle abgerundet.
Die Produktion des ersten 3er-Touring wurde im Frühjahr 1994 beendet.

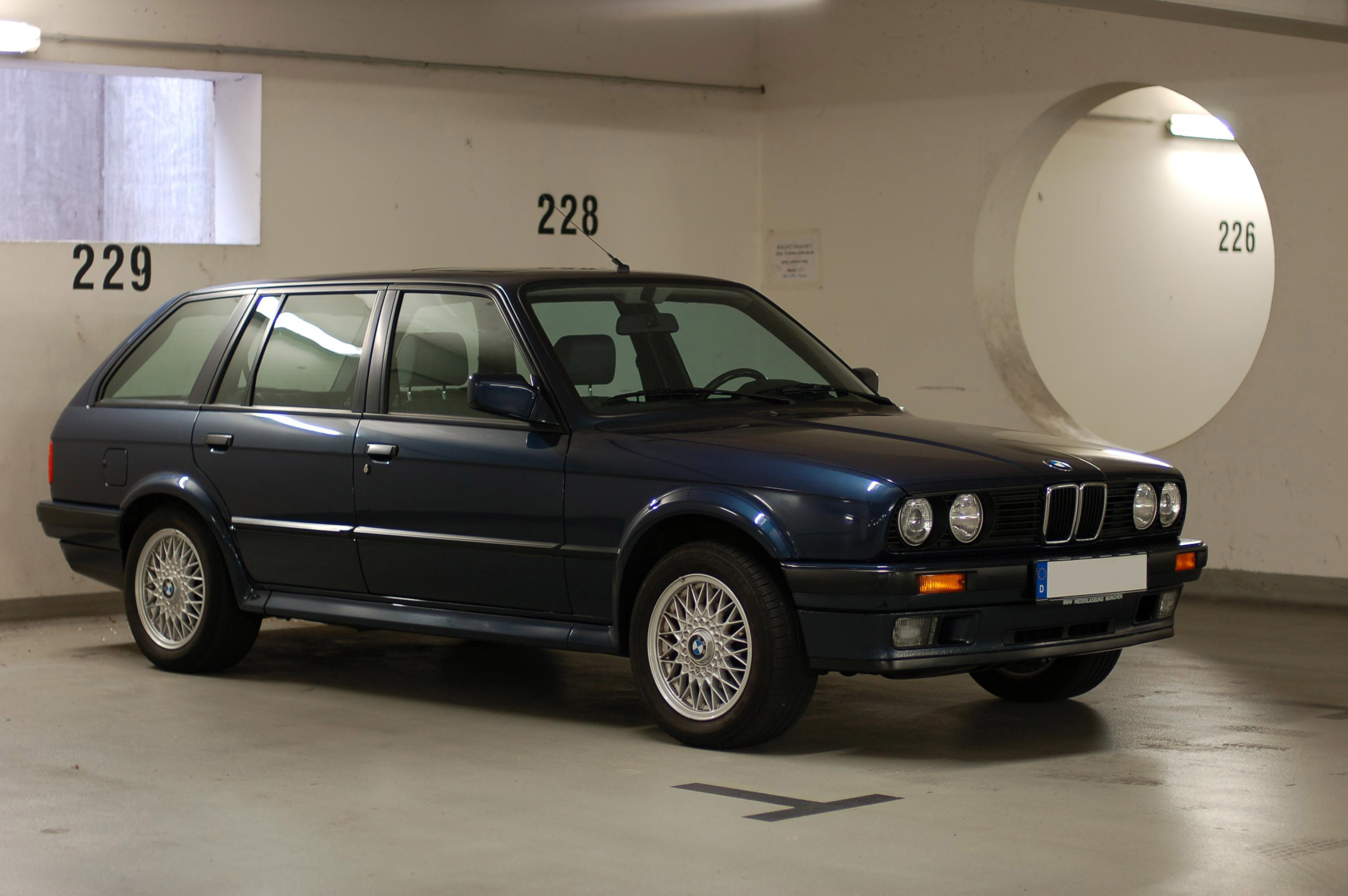
BMW 325ix Touring
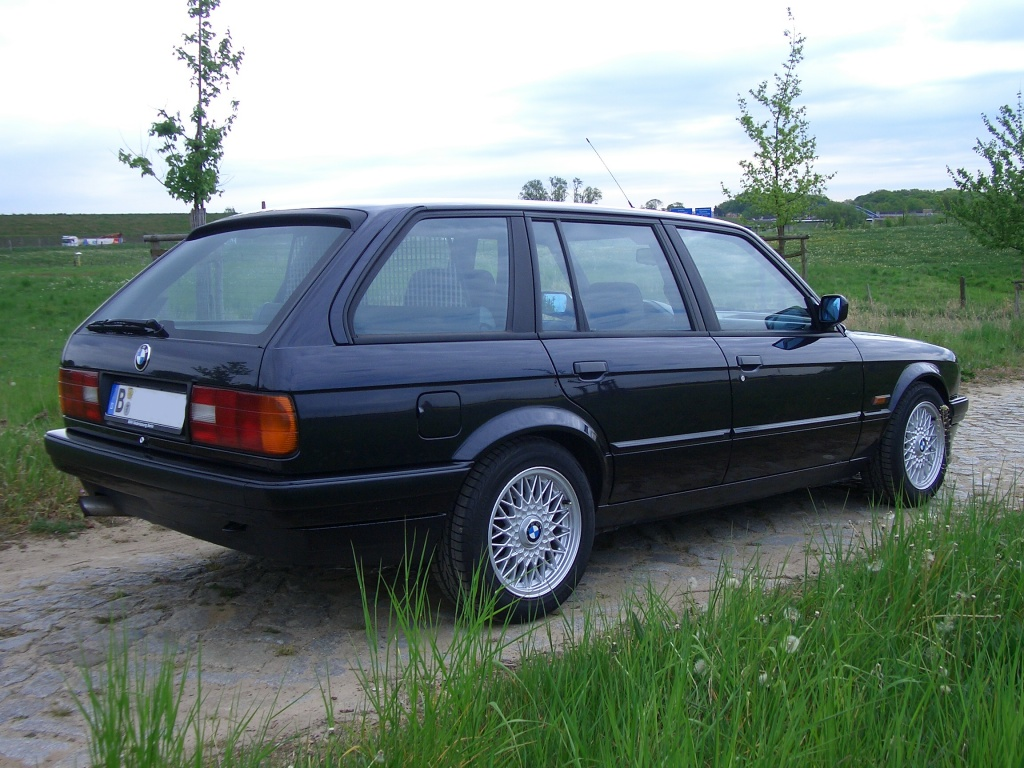
BMW 318i Touring „Design Edition“

## Sonderserien

### 320i Edition „S“
Der 320i Edition „S“ wurde 1985 als limitiertes Sondermodell gebaut.
Es handelte sich um eine Diamantschwarz-metallic lackierte 2-türige Limousine mit Schaltgetriebe.
Zum Ausstattungsumfang gehörten:
- Ein Frontspoiler sowie Heckspoiler
- Shadowline, sprich alle Chromteile, bis auf Niere, Regenrinne und Fensterbrüstung, waren geschwärzt, selbst die Radioantenne
- Wärmeschutzverglasung grün
- Stahlkurbel-Hebedach
- Sportlederlenkrad
- Lederschaltknauf
- Innenausstattung in anthrazit
- M-Technic-Fahrwerk mit Gasdruck-Stoßdämpfern und härteren Stabilisatoren

Erkennen konnte man die Modelle an den speziell polierten 14-Zoll-Leichtmetallfelgen im Design „Styling E30“ mit 195/65er-Bereifung und den zwei seitlichen Zierstreifen in Höhe der „Lichtkante“. Als Neuheit wurde hier der überarbeitete 320i-Motor mit 95 kW (129 PS) und 174 Nm verbaut anstatt des 92-kW-(125-PS)-Motors.

### 318i Edition
Das 318i Editionsmodell wurde ab Mai 1987 zum Ende der „Chromära“ aufgelegt. Er war als zwei- und viertürige Limousine zuerst (gegen den üblichen Aufpreis für Metallic-Lack) in den Metallic-Farben lachssilber, delphin, diamantschwarz und ab Juni auch in den Uni-Farben alpinweiß und zinnoberrot erhältlich. Alle Chromteile, bis auf Niere, Regenrinne und Fensterbrüstung, waren geschwärzt. Stoßstangen und Außenspiegel wurden in Wagenfarbe lackiert. Des Weiteren wurde ein Frontspoiler in Wagenfarbe und ein unabhängig von der Außenfarbe stets schwarz lackierter Heckspoiler montiert. Das Serienfahrwerk wurde durch das M-Technic-Fahrwerk ersetzt. Grüne Wärmeschutzverglasung rundum gehörte genauso zum Ausstattungspaket wie das 3-Speichen-Sport-Lederlenkrad, ein Lederschaltknauf, elektrisch verstellbarer rechter Außenspiegel, Leichtmetallfelgen 6x14 ET35 im BMW-Design („Gullydeckel“) mit 195/65 R 14-Bereifung sowie ein Drehzahlmesser mit Verbrauchsanzeige. Die Innenausstattung war in anthrazit gehalten. Der Paketpreis betrug 2200 DM.

### Edition Executive
Zum Ende der Produktion von zwei- und viertürigen Limousinen wurde eine Edition-Ausstattung für 318i, 320i, 325i, 325iX und 324td angeboten, die sich durch zahlreiche Extras auszeichnete. Bei entsprechend gewählter Innenausstattungsfarbe fallen die nur hier verwendeten farblich angepassten Inneneinrichtungsteile auf, die wahlweise in den Farben silber oder indigo (statt des „üblichen“ schwarz) verarbeitet wurden. Im Gegensatz zur Serie, bzw. Innenfarbe anthrazit, waren die komplette Mittelkonsole, die Armaturenbrettunterteile, die B-Säulen-Verkleidung, Schalthebel- und Handbremsbalg und ab 320i auch die Sicherheitsgurte ebenfalls in der Inneneinrichtungsfarbe ausgeführt. Die Gurte waren bei Sechszylindermodellen schließlich noch mit einem dunkel abgesetzten Rand versehen. Die Bezugsstoffe waren für Sechszylinder ausschließlich im sogenannten „Nadelstreifenvelours“ erhältlich, welches auf den Sitzmittelbahnen und den textilen Türeinsätzen verwendet wurde. 318i-Modelle hatten andere Sitzpolsterstoffe mit etwa 0,5 cm breiten Querstreifen über die Mittelbahn in anthrazit oder indigo, je nach Polsterfarbe. Die Seitenwangen wurden mit Glattvelour bezogen und ab 320i auch der Rest des Sitzes. Beim 318i waren nur die Sitzflächen und die Seitenwangen damit bezogen und wie von den Standardmodellen her bekannt der Rest mit schwarzem Kunstleder. Die 6-Zylinder-Benziner erhielten einen Textilhimmel, der 318 eine Himmelblende über der Frontscheibe (bei 6-Zylinder Serie wegen Checkcontrol). Sämtliche Modelle hatten äußerlich als einzige Nachfacelift-Modelle die geschlossene (318i, 320i) bzw. die geöffnete Ölkühlerblende (324td, 325i, 325iX) in Wagenfarbe ab Werk montiert. Bei allen anderen Modellen war diese Blende stets schwarz.
Zum Ausstattungsumfang gehörten ab 318i Shadow-Line, BMW Leichtmetallräder 6Jx14 mit 195/65 R 14, grüne Wärmeschutzverglasung, Nebelscheinwerfer, eine schwarze Auspuffblende, Zentralverriegelung, höherwertiger Polsterstoff und eben die deutlich aufgewertete, farblich angepasste Innenausstattung, Sport-Lederlenkrad, Radio BMW Bavaria C II, Cassettenhalterung, Außentemperaturanzeige, und der größere, sonst nur in den Sechszylindern verwendete 63 l-Tank. Ab 320i wurde die Ausstattung durch Metallic-Lackierung, in Wagenfarbe lackierten Aerodynamikkomponenten, BMW-Leichtmetallräder 6J×14 (324td), BMW-Leichtmetallräder 6,5Jx14 im Kreuzspeichenstyling mit lackiertem Radstern (325i zusätzlich mit glanzgedrehtem Felgenrand), verchromten Auspuffblenden (außer 324td), Mittelarmlehne im Fond, Radio BMW Bavaria C Reverse II, elektrische Fensterheber vorn, beleuchtetem Schaltknopfemblem, Innenlichtautomatik, Kofferraumdeckelverkleidung und ab 325i durch eine elektronische Temperaturregelung, für 325iX Beheizung für die Außenspiegel inklusive beheizter Frontscheibenwaschdüsen sowie Fahrertürschloss sowie Sitzheizung, Skisack und Scheinwerfer-Waschanlage ergänzt.

### Design-Edition
In den letzten beiden Jahren der Bauzeit wurde der Touring nur noch als 316i und 318i und das Cabrio als 318i hergestellt und auch mit, im Gegensatz zu den Serienmodellen, einer besonders schönen und umfangreichen Sonderausstattung „Design-Edition“ angeboten. Diese zeichnete sich durch Sonderlackierungen und ein auf die Außenfarbe abgestimmtes Interieur aus.
Bereits 1991 erschien das 318i Cabrio in einer Design-Edition in den Sonderfarben Neongrün und Neonblau. Die Sitzmittelbahnen und Türverkleidungen waren entsprechend auf die Außenfarbe abgestimmt in neongrün-meliert oder neonblau-meliert ausgeführt. Darüber hinaus waren die Fahrzeuge mit folgender Sonderausstattung ab Werk aufgewertet: Leichtmetallräder Kreuzspeichenstyling mit Reifen im Format 205/55 R 15, M Technic-Ledersportlenkrad/Lederschaltknauf und Shadowline. Bei dieser ersten Design-Edition waren zudem die Felgensterne in Wagenfarbe lackiert.
Zum Modelljahr 1992 wurde die Design-Edition durch die beiden zusätzlichen Farben Mugellorot und Daytonaviolett ergänzt und durch erweiterten Ausstattungsumfang (ABS, elektromotorisches Verdeck, M-Technic-Fahrwerk, Zentralverriegelung) weiter aufgewertet.
Ende 1992 gab es dann die finale Auflage des 318i Design-Edition Cabrio mit nochmals verbesserter Ausstattung (Leder Walknappa Bi-Color, Sitzheizung, Nebelscheinwerfer, Radio Bavaria C Reverse RDS) in den drei Farben Mugellorot, Daytonaviolett und Mauritiusblau mit der Lackierung entsprechenden farbigen Sitzmittelbahnen in Mugellorot, Daytonaviolett oder Tobagoblau.
Beim Touring gab es die Lackierungen Mugellorot, Daytonaviolett-metallic, Mauritiusblau-metallic, lagunengrün-metallic mit entsprechenden Innenraumfarben und dazu Micaschwarz- und Sterlingsilber-metallic, bei denen die vier Innenraumfarben frei wählbar waren. Die Basis der Stoffe für die Innenausstattung stellte ein anthrazitfarbener Bezug dar, welcher auf den Sitzmittelbahnen rot, violett, blau bzw. grün meliert war. Der Keder zwischen seitlichem schwarzem Kunstleder und den anthrazitfarbenen Sitzwangen trug ebenfalls die entsprechende Grundfarbe. Die Türverkleidungen wurden auf die, wie von den Sechszylindermodellen bekannten Art mit den auf den Sitzmittelbahnen verwendeten melierten Stoffeinsätzen versehen. Zum Umfang der Design-Edition beim Touring gehörte Airbaglenkrad mit Lederkranz (ab 9/92 bei allen E30 Serie) und Lederschaltknauf, Sportsitze, mechanisches Schiebehebedach, 15-Zoll-Aluminiumfelgen im Kreuzspeichendesign von BBS mit Reifen im Format 205/55 R 15, beheizte Außenspiegel (beheiztes Fahrertürschloss sowie beheizte Scheibenwaschdüsen inklusive), Nebelscheinwerfer, Zentralverriegelung, Drehzahlmesser und ZV für 316i (bei 318i Touring Serie), Radio BMW Bavaria CIII und Dachhimmel in anthrazit.

### 325i Cabrio M-Technic Edition
1988 wurde eine Sonderedition für das 325i Cabrio aufgelegt, SA 791. Diese war in den Sonderlackierungen Macaoblau-metallic oder Nogarosilber-metallic erhältlich und besaß eine Volllederausstattung in Walknappa Silber oder Schwarz, wobei Türen, Türtaschen, hintere Seitenteile, Mittelkonsole und teilweise der Verdeckkastendeckel neben den Sitzen mit Leder bezogen waren. Die Ausstattung wurde durch ein M Technic Fahrwerk, 15″-Kreuzspeichenräder, eine elektrohydraulische Verdeckbetätigung, Shadow-line und M-Technic Ledersportlenkrad I einschließlich Lederschaltknauf ergänzt.

### M Technic Luxus-Edition
Von Juni 1990 bis Oktober 1990 wurde für das 325i Cabrio zusätzlich zum M-Technic-Sportpaket zeitlich begrenzt (nicht stückzahllimitiert) eine stark aufgewertete Ausstattung angeboten. Oft werden die Bezeichnungen First- bzw. Last-Edition dafür benutzt.
Zum Ausstattungsumfang gehörte, neben der Sonderlackierung Calypsorot eine Volllederausstattung (Türen, Türtaschen, Türgriffe, Seitenteile, Mittelkonsole, Ascher, Verdeckkastendeckel, Lenkradprallplatte, Handbremssack) in Walknappa schwarz oder silber. Die Sitzmittelbahnen der Sitzbezüge wurden in „Nappa-Textil-Webstruktur“ ausgeführt. Eine elektromechanische Verdeckbetätigung, lackierte Felgensterne in Nogarosilber, eine Kofferraumdeckelverkleidung und Einstiegsleisten mit M-Technic-Schriftzug rundeten diese umfangreiche Option ab.
Von März bis Oktober 1991 gab es eine weitere zeitlich begrenzte Auflage dieser Edition mit identischem Ausstattungsumfang. Zusätzlich standen nun die Lackierungen Lagunengrün-, Mauritiusblau- und Calypsorot-metallic und als dritte Innenraumfarbe Lotosweiß zur Verfügung.
Im Juli 1992 wurde eine dritte sehr kleine Auflage dieses Ausstattungspakets ausgeliefert. Es handelt sich um 20 Cabrios ausschließlich in Alpinweiß II mit lotosweißer Ausstattung und dürfte damit die kleinste E30-Sonderserie überhaupt sein.
Der Aufpreis für das Editionspaket betrug 14300 DM.

## Ausstattungspakete
Shadow-Line:
Ab Anfang 1986 wurde in Deutschland diese Sonderausstattung eingeführt. Hierbei wurden alle Chromteile außer der markenspezifischen Niere schwarz gehalten sowie Spiegel und Stoßstangen in Wagenfarbe lackiert. Die Farbwahl war bei dieser Option allerdings eingeschränkt. Die zur Wahl stehenden Lackierungen waren anfangs die Metallicfarbtöne Lachssilber, Delphin und Diamantschwarz. 1988 erweiterten Alpinweiß II und Zinnoberrot diese Option. 1989 wurde Lachssilber durch Sterlingsilber sowie Zinnoberrot durch Brillantrot ersetzt. 1991 wurde Delphin- durch Granitsilber ersetzt.
Die Modelle 318is, 320is Zweitürer, M3 und der Touring (beim Touring erweiterte Farbauswahl) waren ausschließlich mit Shadow-Line lieferbar.
Auf Sonderwunsch, bei Modellen außerhalb Deutschlands und bei fast allen Editionsmodellen, wurde Shadowline auch mit anderen Farben kombiniert.
Sportpaket:
Bis August 1987 war für die Modelle 320i und 325e ein Paket mit sportlicherer Technik (M-Technic Fahrwerk, 14″-Alu-Räder) und einer veränderten Außengestaltung (Front- und Heckspoiler in Wagenfarbe, Shadow-Line, Metallic-Lack in Diamantschwarz, Lachssilber oder Delphin, Colorverglasung grün) lieferbar. Ab September 1987 gab es dieses Paket optional für die zwei- und viertürigen 320i- und 324td-Limousinen. Für den US-Markt gab es bei den zweitürigen 325e-Modellen mit Sportpaket die Bezeichnung 325es, bei denen zusätzlich elektrische Fensterheber, BC und das Hifi-System serienmäßig waren.
M Technic-Sportpaket:
Für die 325i-Limousine bis August 1987 war das M Technic-Sportpaket erhältlich, das aus unter den Stoßstangen montierten und in Wagenfarbe lackierten Front- bzw. Heckschürzen, Seitenschwellern und einem etwas voluminöserem zweiteiligen Heckspoiler mit ebenfalls lackiertem Kunststoffeinsatz bestand. Weitere Ausstattungsdetails wie Shadow-Line (beschränkte Farbwahl, siehe oben), M Technic Sport-Lederlenkrad, 15″-Leichtmetallfelgen im Kreuzspeichendesign mit Reifen im Format 205/55 VR 15, M Technic-Sportfahrwerk, grüne Wärmeschutzverglasung, Sportsitze, Himmel in anthrazit, Lederschaltknauf und -balg, ein Innenspiegel mit Kartenleseleuchten sowie eine Innenlichtautomatik rundeten diese umfangreiche Option ab.
Ab September 1987 war das M Technic-Sportpaket (auch „M-Technic II“ genannt) bei gleichem Ausstattungsumfang dann an die geänderte Karosserie optisch angepasst (spezielle Stoßstange vorne, Frontschürze, Heckstoßstange mit integrierter Schürze, seitliche Beplankungen an Türen und Kotflügeln sowie Schwellerverkleidungen und zweiteiliger Heckflügel) für die 325i-Limousine erhältlich. Das M Technic Sportlederlenkrad II ersetzte ab Anfang 1988 die kantigere erste Version.
Ab 1990 war das M Technic-Sportpaket auch für 318is lieferbar, welches hier zusätzlich die beim 325i serienmäßigen Nebelscheinwerfern beinhaltete, für das 325i Cabrio und den 325i Touring. Der Touring hatte einen größeren Dachspoiler statt der kleinen Abrisskante. Das M-Technic-Sportfahrwerk war für den Touring nicht lieferbar, gegen nochmaligen Aufpreis wurde eine „sportliche Fahrwerksabstimmung mit Niveauregulierung“ angeboten. Des Weiteren war der Touring nicht mit „Himmel anthrazit“ wie die Limousinen ausgestattet. Beim Cabriolet entfiel der Innenspiegel mit Leseleuchten und der Heckspoiler, dafür war es auch in Granitsilber-metallic erhältlich. Der zweitürige 320iS war ab Werk immer mit dem M Technic-Paket ausgerüstet.

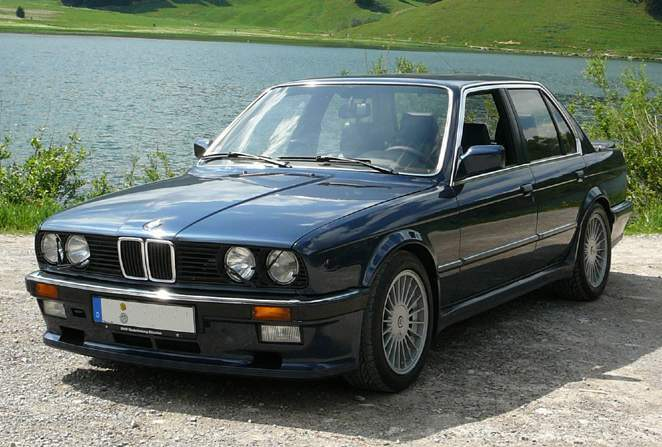
BMW 325i mit M Technic-Aerodynamik-Paket (1986–1987)
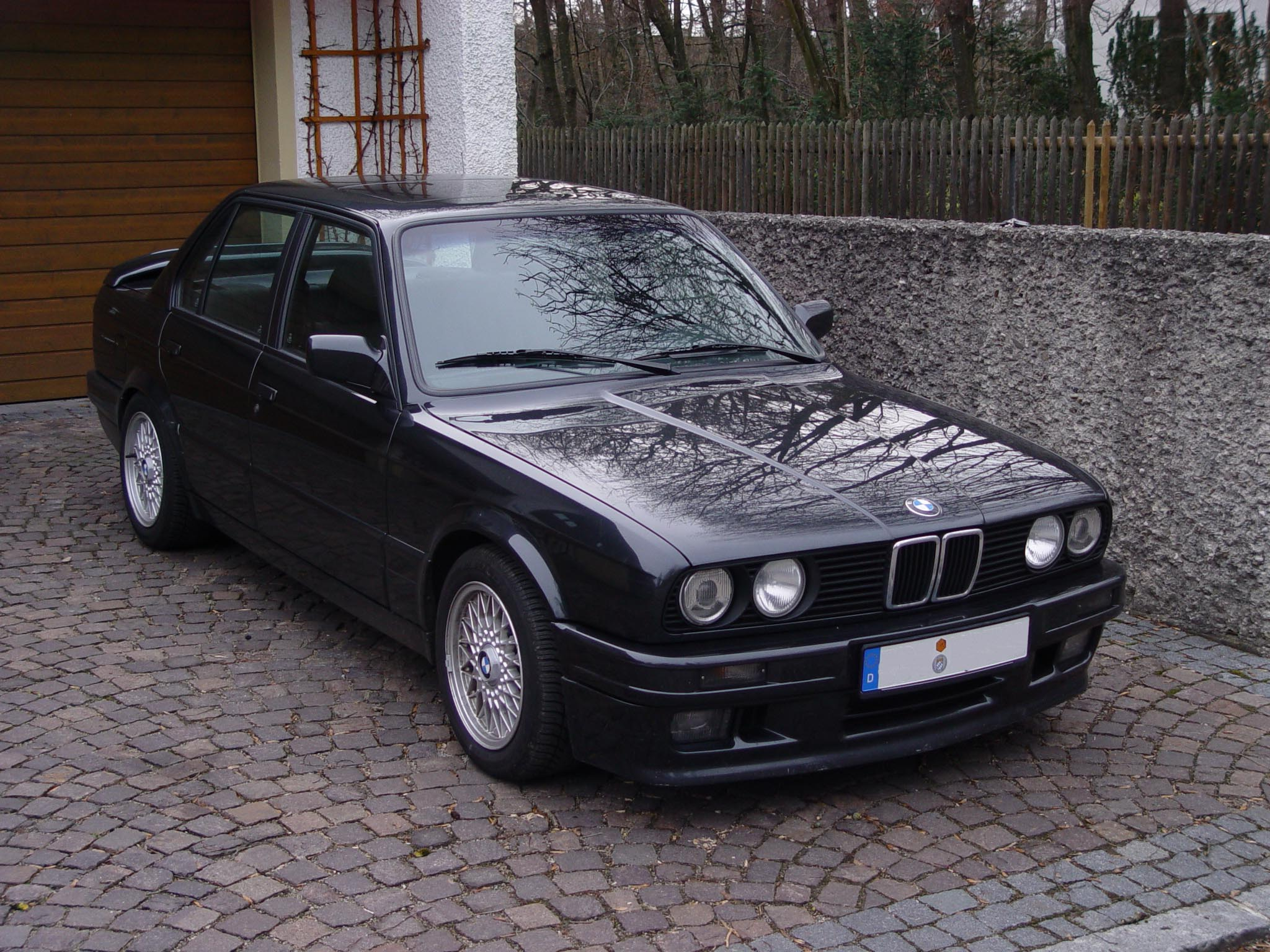
BMW 325i mit M Technic-Sportpaket (1987–1991)
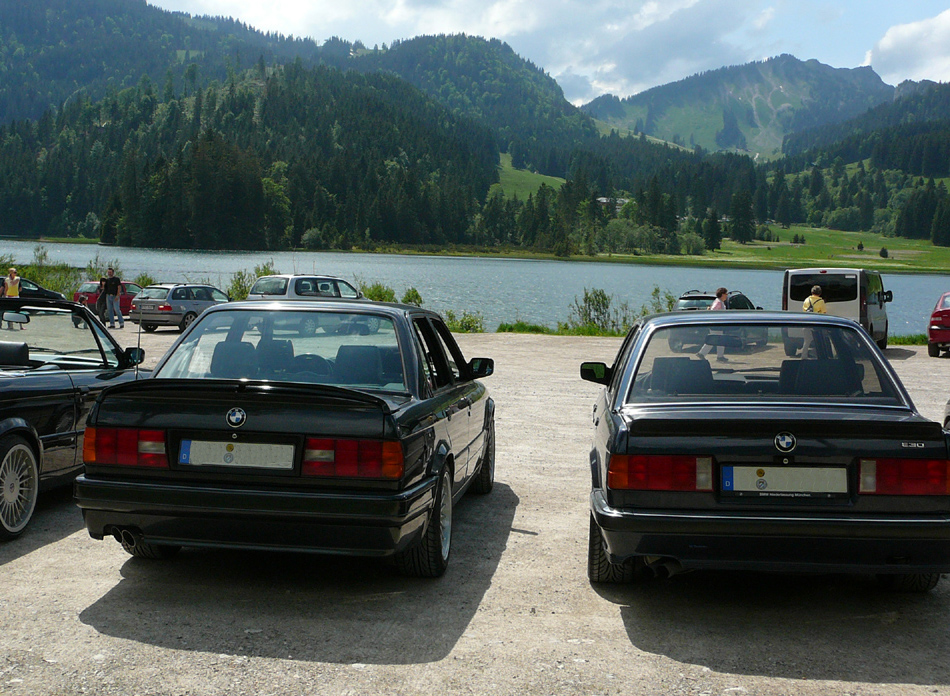
BMW 3er mit M Technic-Aerodynamik-Paket (rechts) und mit Sportpaket (links)
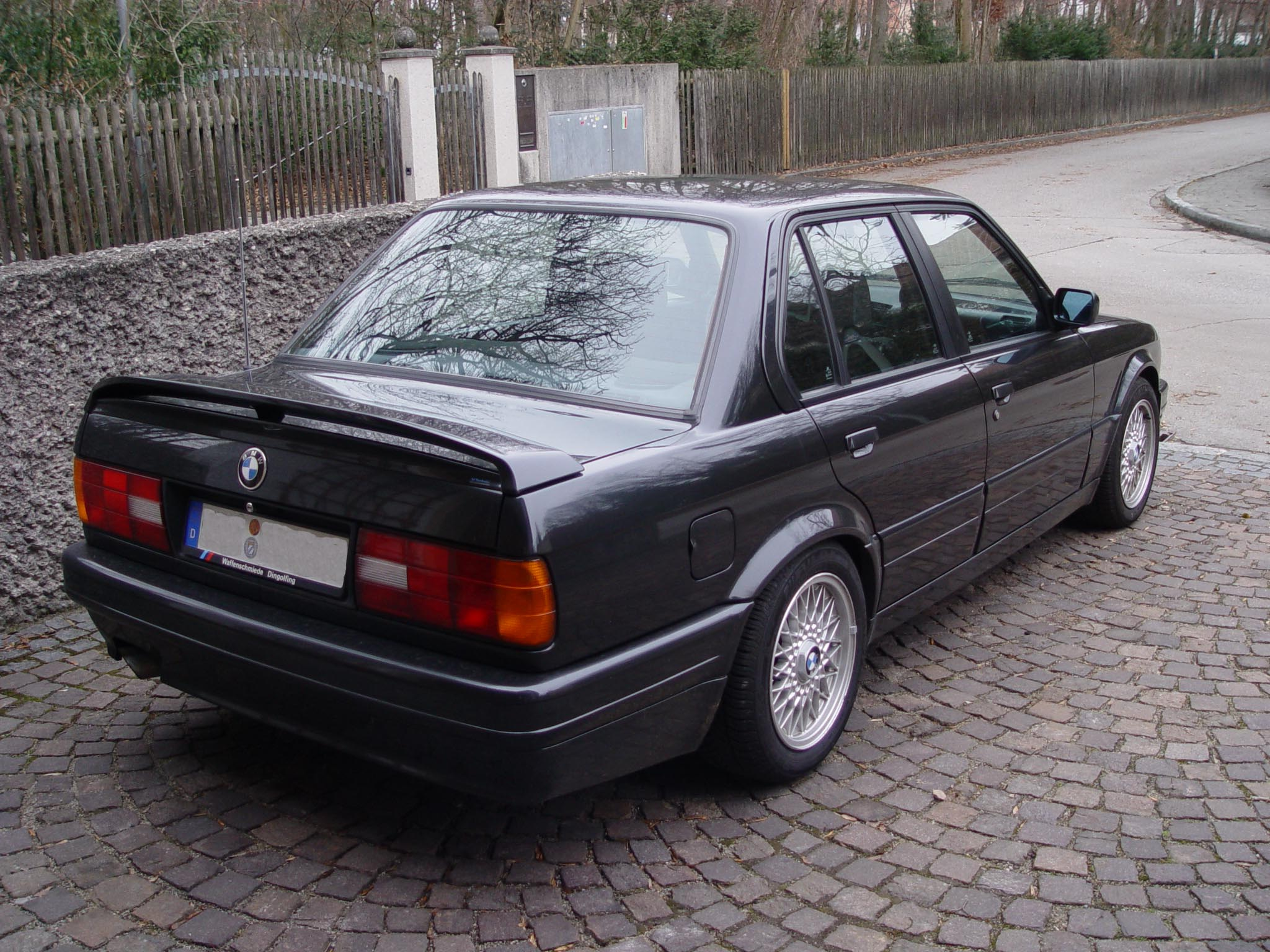
Heckansicht des 325i mit M Technic-Sportpaket

## Elektroantrieb
Im Rahmen des Forschungsprojektes „Elektroauto mit Hochenergiebatterie“ wurden 1987 acht BMW 325iX auf elektrischen Vorderradantrieb umgerüstet. Ausgerüstet waren diese Fahrzeuge mit wartungsfreien Natrium-Schwefel-Batterien aus dem Hause ABB mit einer Kapazität von 22 kWh bei einer Masse von 265 kg. Als Motor kam ein 22 kW (30 PS) starker Gleichstrom-Nebenschlussmotor von ABB zum Einsatz. Die Reichweite im Stadtverkehr wurde mit 150 km angegeben, die Höchstgeschwindigkeit mit 100 km/h. Das damals neuartige elektronische Antriebs- und Akkumanagement ermöglichte das vollautomatische Laden des Akkus an der Steckdose. Der elektrisch angetriebene E30 wurde im Gegensatz zu den früheren experimentellen Elektrofahrzeugen von BMW erstmals für eine praktische Erprobung im Alltagseinsatz an Endkunden (z. B. Deutsche Bundespost im Zustelldienst, bei Landesbehörden und Kommunen als Stadtauto) übergeben. Im Gegensatz zu heutigen Elektrofahrzeugen wurde nicht elektrisch geheizt, die Fahrzeuge besaßen eine mit Dieselöl befeuerte Warmwasserheizung.

## Sicherheit
Im Auftrag der National Highway Traffic Safety Administration (NHTSA) wurde am 27. Dezember 1990 ein Crashtest mit einem BMW 318is (E30) des Modelljahres 1991 durchgeführt. Er wurde mit einer Aufprallgeschwindigkeit von 29,5 mph frontal gegen eine flache, undeformierbare Barriere gefahren, um die Erfüllung von vier Federal Motor Vehicle Safety Standards (FMVSS) festzustellen. Drei der getesteten FMVSS wurden erfüllt, nicht erfüllt wurde FMVSS 208 Occupant Crash Protection.
Mit der zweiten Generation des 3er-BMW wurde erstmals in der Mittelklasse ein Fahrerairbag bei BMW als Sonderausstattung angeboten. Dieser wird über zwei sich auf den vorderen Radhäusern befinden Beschleunigungssensoren im Falle eines Frontalzusammenstoßes im 120°-Frontbereich ausgelöst. Da in der zweiten Generation des BMW 3er keine pyrotechnischen Gurtstraffer verbaut wurden und der mechanische Gurtstraffer nicht auf den Fahrerairbag abgestimmt wurde, handelt es sich bei diesem System um kein übliches SRS-System, erkennbar auch an dem fehlenden SRS-Schriftzug auf der Airbageinheit, US-Modelle sind die Ausnahme, diese besitzen einen pyrotechnischen Gurtstraffer.
Während der Bauzeit der zweiten Generation des 3er-BMW wurden zwei unterschiedliche Airbaggenerationen verbaut. Diese sind zum einen äußerlich durch unterschiedliches Design und auch technisch durch einen verbesserten Faltmechanismus verschieden. Ab dem Modelljahr 1993 (9/92) gehörte das Airbaglenkrad mit Lederkranz bei allen E30-Modellen zur Serienausstattung in Kombination mit einem Lederschaltknauf.

## Motorvarianten

### Ottomotor
| Modell    | Hubraum (cm³) | Motorcode | Zylinder | Nockenwellen- antrieb | Leistung kW (PS) bei 1/min | Drehmoment Nm bei 1/min | Verdichtungs -verhältnis | Katalysator | Bauzeit         | Bemerkung                                                  |
| --------- | ------------- | --------- | -------- | --------------------- | -------------------------- | ----------------------- | ------------------------ | ----------- | --------------- | ---------------------------------------------------------- |
| 316s (1)  | 1573          | M10 B16   | 4        | Steuerkette           | 55 (75) / 5800             | 110 / 3200              |                          | nein        | 1982–1987       | Vergaser Pierburg 1B2                                      |
| 316       | 1766          | M10 B18   | 4        | Steuerkette           | 66 (90) / 5500             | 140 / 4000              | 9,5:1                    | nein        | 1982–1988       | Vergaser Pierburg 2BE (bis 8/83: Pierburg 2B4)             |
| 316i      | 1766          | M10 B18   | 4        | Steuerkette           | 75 (102) / 5800            | 140 / 4500              | 8,2:1                    | ja, E2 (2)  | 1987–1988       |                                                            |
| 316i      | 1596          | M40 B16   | 4        | Zahnriemen            | 73 (100) / 5500            | 141 / 4250              | 9,0:1                    | ja, E2 (2)  | 1988–1994       |                                                            |
| 316i      | 1596          | M40 B16   | 4        | Zahnriemen            | 75 (102) / 5500            | 143 / 4250              | 9,0:1                    | ja, E2 (2)  | 1988–1994       |                                                            |
| 318i      | 1766          | M10 B18   | 4        | Steuerkette           | 77 (105) / 5800            | 145 / 4500              | 9,5:1                    | nein        | 1983–1986       |                                                            |
| 318i      | 1766          | M10 B18   | 4        | Steuerkette           | 75 (102) / 5800            | 140 / 4500              | 8,8:1                    | ja, E2 (2)  | 1984–1987       |                                                            |
| 318i      | 1796          | M40 B18   | 4        | Zahnriemen            | 83 (113) / 5500            | 162 / 4250              | 8,2:1                    | ja, E2 (2)  | 1987–1994       | auch im Cabriolet                                          |
| 318is     | 1796          | M42 B18   | 4        | Steuerkette           | 100 (136) / 6000           | 172 / 4600              | 10,1:1                   | ja, E2 (2)  | 1989–1991       | Vierventiltechnik                                          |
| 320is (3) | 1990          | S14 B20   | 4        | Steuerkette           | 141 (192) / 6900           | 210 / 4800              |                          | nein        | 1986–1990       | M3-Version für den italienischen und portugiesischen Markt |
| 320i      | 1990          | M20 B20   | 6        | Zahnriemen            | 92 (125) / 5800            | 170 / 4000              | 9,8:1                    | nein        | 09/1982–09/1985 |                                                            |
| 320i      | 1990          | M20 B20   | 6        | Zahnriemen            | 95 (129) / 6000            | 174 / 4000              | 9,8:1                    | nein        | 09/1986–1987    | auch im Cabriolet                                          |
| 320i      | 1990          | M20 B20   | 6        | Zahnriemen            | 95 (129) / 6000            | 164 / 4300              | 8,8:1                    | ja, E2 (2)  | 12/1986–1992    | auch im Cabriolet                                          |
| 323i      | 2316          | M20 B23   | 6        | Zahnriemen            | 102 (139) / 5300           | 205 / 4000              | 9,8:1                    | nein        | 1983–08/1983    |                                                            |
| 323i      | 2316          | M20 B23   | 6        | Zahnriemen            | 110 (150) / 6000           | 205 / 4000              | 9,8:1                    | nein        | 09/1983–1985    |                                                            |
| 325i/ix   | 2494          | M20 B25   | 6        | Zahnriemen            | 126 (171) / 5800           | 226 / 4000              | 9,7:1                    | nein        | 09/1985–1986    | auch im Cabriolet                                          |
| 325i/ix   | 2494          | M20 B25   | 6        | Zahnriemen            | 125 (170) / 5800           | 222 / 4300              | 8,8:1                    | ja, E2 (2)  | 12/1986–1992    | auch im Z1, auch im Cabriolet                              |
| 325e      | 2693          | M20 B27   | 6        | Zahnriemen            | 90 (122) / 4250            | 230 / 3200              | 9,0:1                    | ja, E2 (2)  | 02/1985–11/1986 |                                                            |
| 325e      | 2693          | M20 B27   | 6        | Zahnriemen            | 95 (129) / 4800            | 230 / 3250              | 8,8:1                    | ja, E2 (2)  | 12/1986–08/1987 |                                                            |
| 333i (4)  | 3210          | M30 B33   | 6        | Steuerkette           | 145 (197) / 5000           | 285 / 4300              | 10,0:1                   | nein        | 1985–1987       | für den südafrikanischen Markt                             |
| M3        | 2302          | S14Z      | 4        | Steuerkette           | 143 (195) / 6750           | 230 / 4750              |                          | ja, E2 (2)  | 1986–05/1989    |                                                            |
| M3        | 2302          | S14 B23   | 4        | Steuerkette           | 147 (200) / 6750           | 240 / 4750              |                          | nein        | 1986–07/1989    |                                                            |
| M3        | 2302          | S14 B23   | 4        | Steuerkette           | 158 (215) / 6750           | 230 / 4600              |                          | ja, E2 (2)  | 04/1989–07/1989 | M3 Cecotto                                                 |
| M3        | 2302          | S14 B23   | 4        | Steuerkette           | 162 (220) / 6750           | 245 / 4750              |                          | nein        | 04/1988–06/1988 | M3 Evolution II                                            |
| M3        | 2467          | S14 B25   | 4        | Steuerkette           | 175 (238) / 7000           | 240 / 4750              |                          | ja, E2 (2)  | 01/1990–03/1990 | M3 Sport Evolution III                                     |

### Dieselmotor
| Modell | Hubraum (cm³) | Motorcode | Zylinder | Nockenwellen- antrieb | Leistung kW (PS) bei 1/min | Drehmoment Nm bei 1/min | Verdichtungs- verhältnis | Bauzeit   | Bemerkung       |
| ------ | ------------- | --------- | -------- | --------------------- | -------------------------- | ----------------------- | ------------------------ | --------- | --------------- |
| 324d   | 2443          | M21D24    | 6        | Zahnriemen            | 63 (86) / 4600             | 152 / 2500              | 22,0:1                   | 1985–1991 | Saugdiesel      |
| 324td  | 2443          | M21D24    | 6        | Zahnriemen            | 85 (115) / 4800            | 220 / 2400              | 22,0:1                   | 1987–1991 | Turbodiesel (1) |

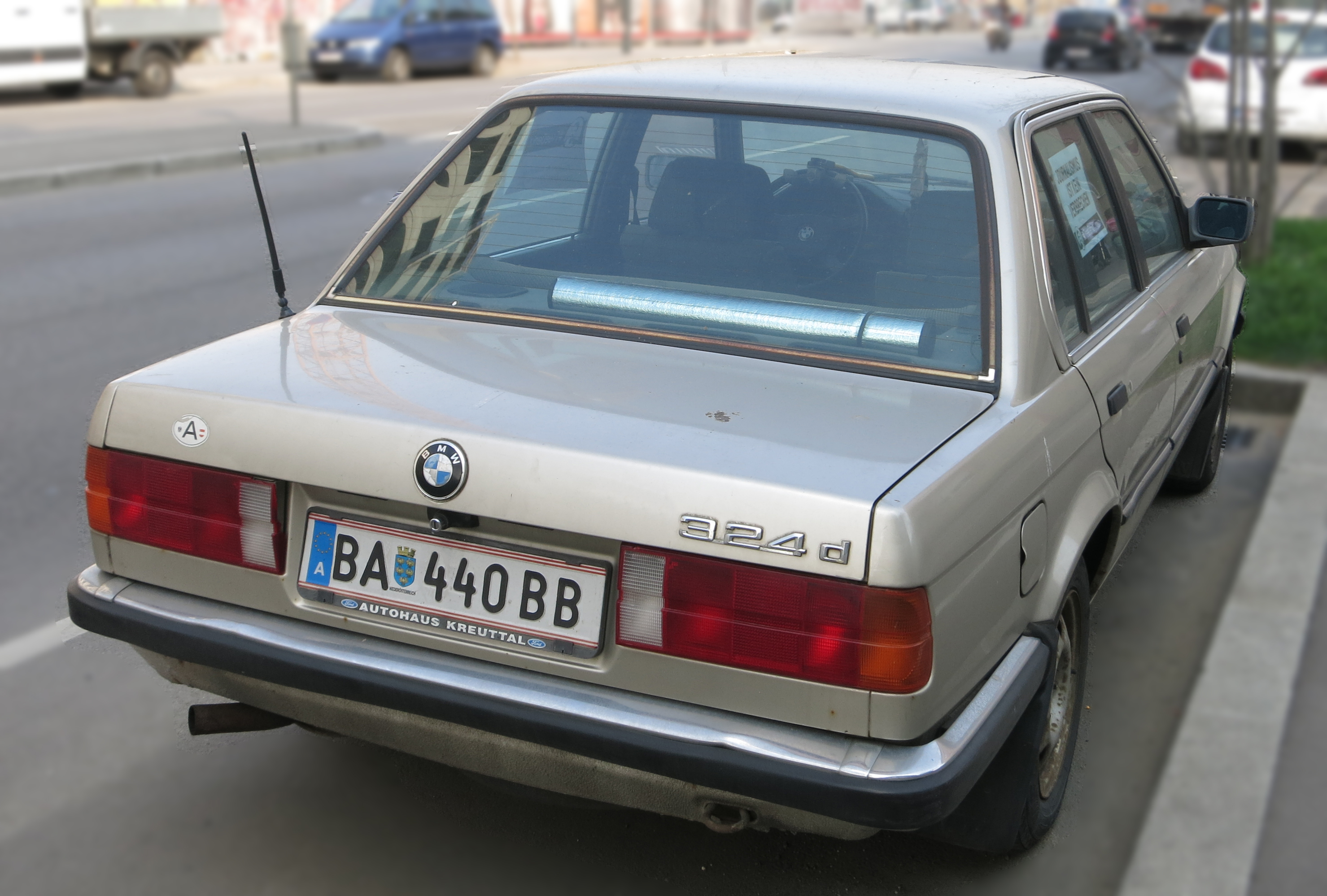
E30/4 324d, 1986

Bei allen Motoren handelt es sich um Reihenmotoren. Die M10 Motoren wurden im BMW-Werk München hergestellt, die M20 Motorenfertigung wurde während der Fertigungsdauer des BMW E30 schrittweise vom Werk München in das BMW-Werk Steyr in Österreich verlegt, die Motoren der Typen M21, M40 und M42 wurden im BMW-Werk Steyr hergestellt. Die Dieselmotoren (M21) wurden als erste Selbstzünder von BMW zudem auch in Steyr entwickelt.

### Schadstoffgruppe
Alle BMW E30 mit Benzinmotor und Katalysator (oben in der Tabelle mit E2 gekennzeichnet) gehören der Schadstoffgruppe 4 an. Sie erhalten somit die grüne Feinstaubplakette. Es ist möglich, mittels eines Kaltlaufreglers die meisten dieser Modelle in die Abgasnorm Euro 2 umzurüsten. Dies hat die Reduzierung der Kfz-Steuer um etwa 50 % zur Folge.

## Außenlackierungen
| Code                 | Lackierung              | Muster | Beginn | Ende | Limousine 2-/4-türig | Cabriolet | Touring | M3 | M3 Cabriolet |
| -------------------- | ----------------------- | ------ | ------ | ---- | -------------------- | --------- | ------- | -- | ------------ |
| Silbertöne           |                         |        |        |      |                      |           |         |    |              |
| 060                  | Polaris metallic        |        | 1982   | 1986 | X                    | X         |         |    |              |
| 203                  | Lachssilber metallic    |        | 1986   | 1989 | X                    | X         | X       |    |              |
| 244                  | Sterlingsilber metallic |        | 1989   | 1993 | X                    | X         | X       | X  | X            |
| 243                  | Nogarosilber metallic   |        | 1988   | 1991 |                      |           |         | X  |              |
| Grautöne             |                         |        |        |      |                      |           |         |    |              |
| 329                  | Vulkangrau              |        | 1990   | 1993 | X                    |           | X       |    |              |
| 087                  | Graphit metallic        |        | 1982   | 1984 | X                    |           |         |    |              |
| 184                  | Delphin metallic        |        | 1984   | 1990 | X                    | X         |         |    |              |
| 229                  | Sebringgrau metallic    |        | 1989   | 1991 |                      | X         |         |    |              |
| 237                  | Granitsilber metallic   |        | 1990   | 1994 |                      | X         |         |    |              |
| Weiß                 |                         |        |        |      |                      |           |         |    |              |
| 146                  | Alpinweiß               |        | 1982   | 1987 | X                    | X         |         | X  |              |
| 218                  | Alpinweiß II            |        | 1987   | 1994 | X                    | X         | X       | X  | X            |
| Rottöne              |                         |        |        |      |                      |           |         |    |              |
| 199                  | Burgundrot metallic     |        | 1982   | 1986 | X                    | X         |         |    |              |
| 214                  | Burgundrot II metallic  |        | 1986   | 1990 | X                    | X         |         |    |              |
| 252                  | Calypsorot metallic     |        | 1989   | 1994 | X                    | X         |         |    |              |
| 283                  | Daytonaviolett metallic |        | 1992   | 1994 |                      | X         | X       |    |              |
| 172                  | Karminrot               |        | 1984   | 1987 | X                    | X         |         |    |              |
| 224                  | Weinrot                 |        | 1987   | 1990 | X                    | X         |         |    |              |
| 052                  | Hennarot                |        | 1982   | 1984 | X                    |           |         | X  |              |
| 138                  | Zinnoberrot             |        | 1984   | 1990 | X                    | X         | X       | X  |              |
| 308                  | Brillantrot             |        | 1989   | 1993 | X                    | X         | X       | X  | X            |
| 274                  | Mugellorot              |        | 1992   | 1994 |                      | X         | X       | X  |              |
| 236                  | Misanorot               |        | 1988   | 1990 |                      |           |         | X  |              |
| Beige- und Brauntöne |                         |        |        |      |                      |           |         |    |              |
| 147                  | Safaribeige             |        | 1982   | 1984 | X                    |           |         |    |              |
| 128                  | Gazellenbeige           |        | 1984   | 1987 | X                    |           |         |    |              |
| 196                  | Zobelbraun metallic     |        | 1984   | 1987 | X                    | X         |         |    |              |
| 212                  | Nerzbraun metallic      |        | 1986   | 1990 | X                    | X         |         |    |              |
| 170                  | Bahamabeige metallic    |        | 1982   | 1987 | X                    | X         |         |    |              |
| 219                  | Luxorbeige metallic     |        | 1987   | 1990 | X                    | X         |         |    |              |
| 139                  | Bronzitbeige metallic   |        | 1982   | 1990 | X                    | X         |         |    |              |
| 301                  | Kaschmirbeige metallic  |        | 1990   | 1994 | X                    | X         |         |    |              |
| Schwarz              |                         |        |        |      |                      |           |         |    |              |
| 181                  | Diamantschwarz metallic |        | 1984   | 1994 | X                    | X         | X       | X  | X            |
| 347                  | Micaschwarz metallic    |        | 1994   | 1994 |                      |           | X       |    |              |
| 086                  | Schwarz                 |        | 1982   | 1994 | X                    | X         | X       |    |              |
| 668                  | Schwarz II/Glanzschwarz |        | 1990   | 1994 |                      |           |         | X  | X            |
| Grüntöne             |                         |        |        |      |                      |           |         |    |              |
| 179                  | Akaziengrün             |        | 1984   | 1987 | X                    |           |         |    |              |
| 322                  | Nauticgrün              |        | 1989   | 1992 | X                    | X         |         |    |              |
| 171                  | Opalgrün metallic       |        | 1982   | 1984 | X                    |           |         |    |              |
| 188                  | Platanengrün metallic   |        | 1984   | 1987 | X                    |           |         |    |              |
| 182                  | Smaragdgrün metallic    |        | 1986   | 1987 | X                    |           |         |    |              |
| 194                  | Pustagrün               |        | 1982   | 1984 | X                    |           |         |    |              |
| 177                  | Achatgrün metallic      |        | 1982   | 1986 | X                    | X         |         |    |              |
| 205                  | Malachitgrün metallic   |        | 1986   | 1991 | X                    | X         | X       |    |              |
| 266                  | Lagunengrün metallic    |        | 1990   | 1994 | X                    | X         | X       |    |              |
| 262                  | Neongrün metallic       |        | 1991   | 1992 |                      | X         |         |    |              |
| Blautöne             |                         |        |        |      |                      |           |         |    |              |
| 045                  | Arktisblau metallic     |        | 1982   | 1986 | X                    |           |         |    |              |
| 198                  | Royalblau metallic      |        | 1986   | 1991 | X                    | X         | X       |    |              |
| 294                  | Lazurblau metallic      |        | 1989   | 1993 | X                    |           | X       |    |              |
| 287                  | Mauritiusblau metallic  |        | 1990   | 1994 |                      | X         | X       |    |              |
| 178                  | Baltikblau metallic     |        | 1982   | 1984 | X                    |           |         |    |              |
| 185                  | Cosmosblau metallic     |        | 1984   | 1986 | X                    |           |         |    |              |
| 149                  | Saphirblau metallic     |        | 1982   | 1984 | X                    |           |         |    |              |
| 189                  | Cirrusblau metallic     |        | 1986   | 1990 | X                    | X         |         |    |              |
| 280                  | Gletscherblau metallic  |        | 1989   | 1993 | X                    | X         |         |    |              |
| 250                  | Macaoblau metallic      |        | 1988   | 1991 |                      | X         |         |    | X            |
| 255                  | Neonblau metallic       |        | 1991   | 1992 |                      | X         |         |    |              |
| 173                  | Lapisblau               |        | 1982   | 1987 | X                    |           |         |    |              |
| 176                  | Saturnblau              |        | 1984   | 1987 | X                    |           |         |    |              |
| 231                  | Mineralblau             |        | 1987   | 1990 | X                    | X         |         |    |              |
| 207                  | Atlantisblau            |        | 1987   | 1992 | X                    | X         |         |    |              |
| 180                  | Basaltblau              |        | 1983   | 1987 | X                    | X         |         |    |              |

Etliche aufgeführte Lackierungen waren nur Sondermodellen vorbehalten (siehe Kapitel Sondermodelle). Wurden selbige oder im jeweiligen Baujahr nicht verfügbare Lackierungen an anderen Fahrzeugen gewünscht, ist das als „Sonderlack“ mit dem dafür vorgesehenen einheitlichen Code 490 auf dem Aufkleber am linken Federbeindom ausgezeichnet. Des Weiteren war es auf Kundenwunsch möglich, so gut wie jede nicht in den Standardkatalogen gelistete Lackierung in BMW-, Fremd-, wie auch RAL-Farben werksseitig zu bestellen.

## Produktions- und Zulassungszahlen
| Modell    | Leistung (PS) | Katalysator | HSN  | TSN | Karosseriebauform | Bauzahl | Zulassungszahlen 2022 |
| --------- | ------------- | ----------- | ---- | --- | ----------------- | ------- | --------------------- |
| 316       | 75            | nein        | 0005 | 437 | Limousine         | -       | -                     |
| 316       | 90            | nein        | 0005 | 426 | Limousine         | 467.561 | 691                   |
| 316       | 90            | nein        | 0005 | 500 | Limousine         | 467.561 | -                     |
| 316i      | 100           | ja          | 0005 | 483 | Limousine         | 467.561 | 3.655                 |
| 316i      | 102           | nein        | 0005 | 482 | Limousine         | 467.561 | -                     |
| 316i      | 102           | nein        | 0005 | 511 | Limousine         | 467.561 | -                     |
| 316i/318i | 102           | -           | 0005 | 439 | Limousine         | -       | 1.352                 |
| 318i      | 102           | ja          | 0005 | 501 | Limousine         | 143.786 | -                     |
| 318i      | 105           | nein        | 0005 | 427 | Limousine         | 143.786 | 407                   |
| 318i      | 113           | ja          | 0005 | 471 | Limousine         | 143.786 | 1.989                 |
| 318i      | 116           | nein        | 0005 | 470 | Limousine         | 143.786 | -                     |
| 318i      | 116           | nein        | 0005 | 509 | Limousine         | 143.786 | -                     |
| 318is     | 136           | ja          | 0005 | 487 | Limousine         | 41.234  | 1.065                 |
| 320i      | 125           | nein        | 0005 | 428 | Limousine         | 380.769 | 517                   |
| 320i      | 129           | -           | 0005 | 502 | Limousine         | 380.769 | -                     |
| 320i      | 129           | nein        | 0005 | 452 | Limousine         | 380.769 | 3.087                 |
| 323i      | 139           | nein        | 0005 | 429 | Limousine         | 26.700  | -                     |
| 323i      | 150           | nein        | 0005 | 433 | Limousine         | 26.700  | 329                   |
| 324d      | 86            | -           | 0005 | 447 | Limousine         | 75.966  | 170                   |
| 324td     | 115           | -           | 0005 | 469 | Limousine         | 21.514  | -                     |
| 325e      | 122           | ja          | 0005 | 438 | Limousine         | 189.287 | 837                   |
| 325e      | 129           | ja          | 0005 | 459 | Limousine         | 189.287 | 246                   |
| 325i      | 170           | ja          | 0005 | 460 | Limousine         | 196.936 | 1.654                 |
| 325i      | 171           | nein        | 0005 | 449 | Limousine         | 196.936 | 333                   |
| 325ix     | 170           | ja          | 0005 | 461 | Limousine         | 29.589  | 319                   |
| 325ix     | 171           | nein        | 0005 | 449 | Limousine         | 29.589  | -                     |
|           |               |             |      |     |                   |         |                       |
| 318i      | 116           | nein        | 0005 | 495 | Cabriolet         | 24.708  | -                     |
| 318i      | 113           | ja          | 0005 | 496 | Cabriolet         | 24.708  | 7.685                 |
| 320i      | 129           | ja          | 0005 | 453 | Cabriolet         | 32.687  | 8.962                 |
| 325i      | 171           | nein        | 0005 | 454 | Cabriolet         | 85.246  | 1.493                 |
| 325i      | 170           | ja          | 0005 | 462 | Cabriolet         | 85.246  | 6.483                 |
|           |               |             |      |     |                   |         |                       |
| 316i      | 100           | ja          | 0005 | 512 | Touring           | -       | 704                   |
| 316i      | 102           | nein        | 0005 | 513 | Touring           | -       | -                     |
| 318i      | 113           | ja          | 0005 | 486 | Touring           | 37.905  | 898                   |
| 318i      | 116           | nein        | 0005 | 485 | Touring           | 37.905  | -                     |
| 320i      | 129           | ja          | 0005 | 477 | Touring           | 18.035  | 407                   |
| 324td     | 116           | -           | 0005 | 480 | Touring           | 7.390   | -                     |
| 325i      | 170           | ja          | 0005 | 479 | Touring           | 14.506  | 396                   |
| 325ix     | 170           | ja          | 0005 | 481 | Touring           | 5.273   | 143                   |
|           |               |             |      |     |                   |         |                       |
| M3        | 200           | nein        | 0575 | 302 | -                 | -       | 185                   |
| M3        | 195           | ja          | 0575 | 303 | -                 | -       | 371                   |
| M3        | 215           | ja          | 0575 | 305 | -                 | -       | 223                   |

## Der E30 im Motorsport

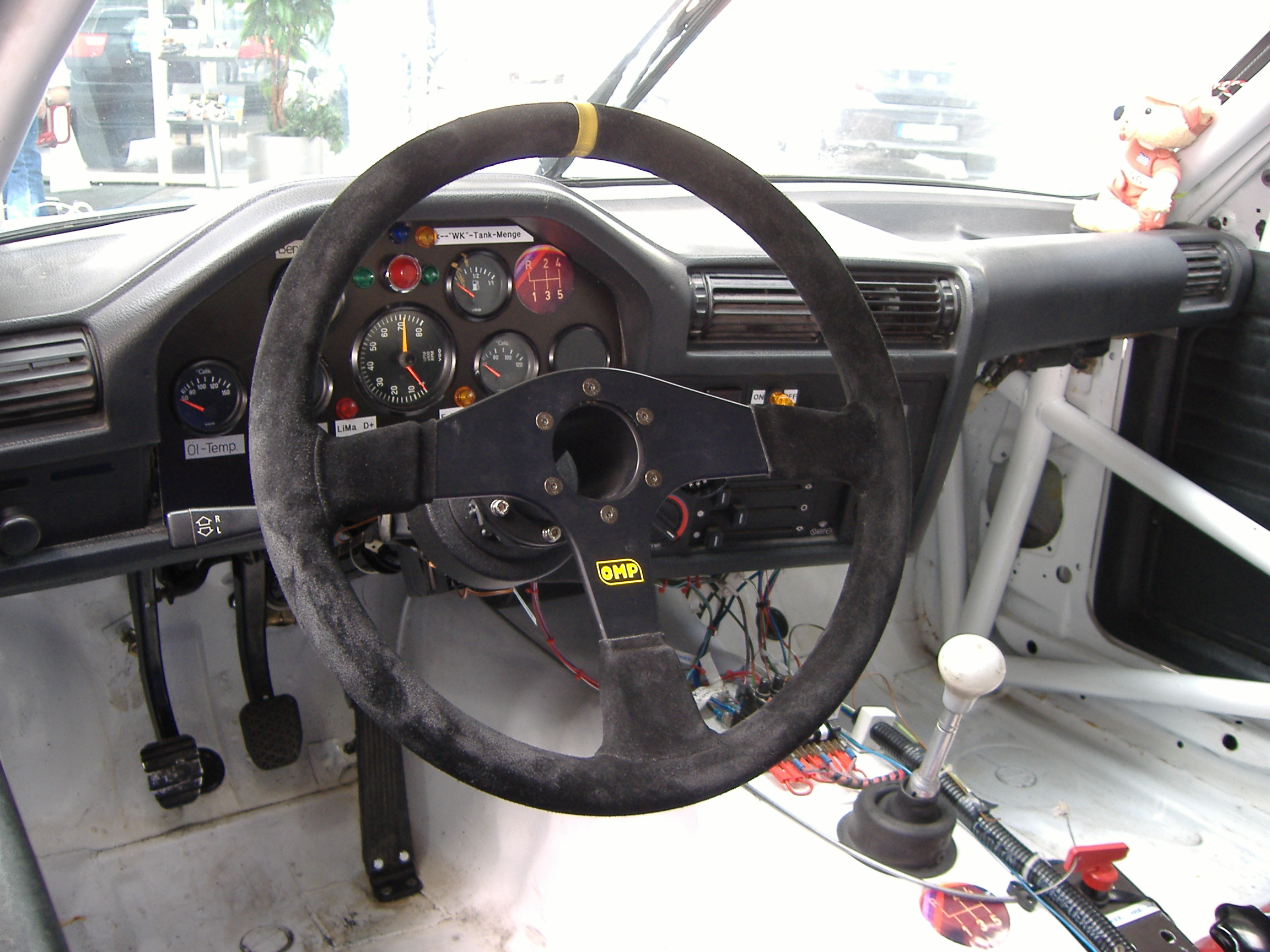
Cockpit einer E30-Rennversion

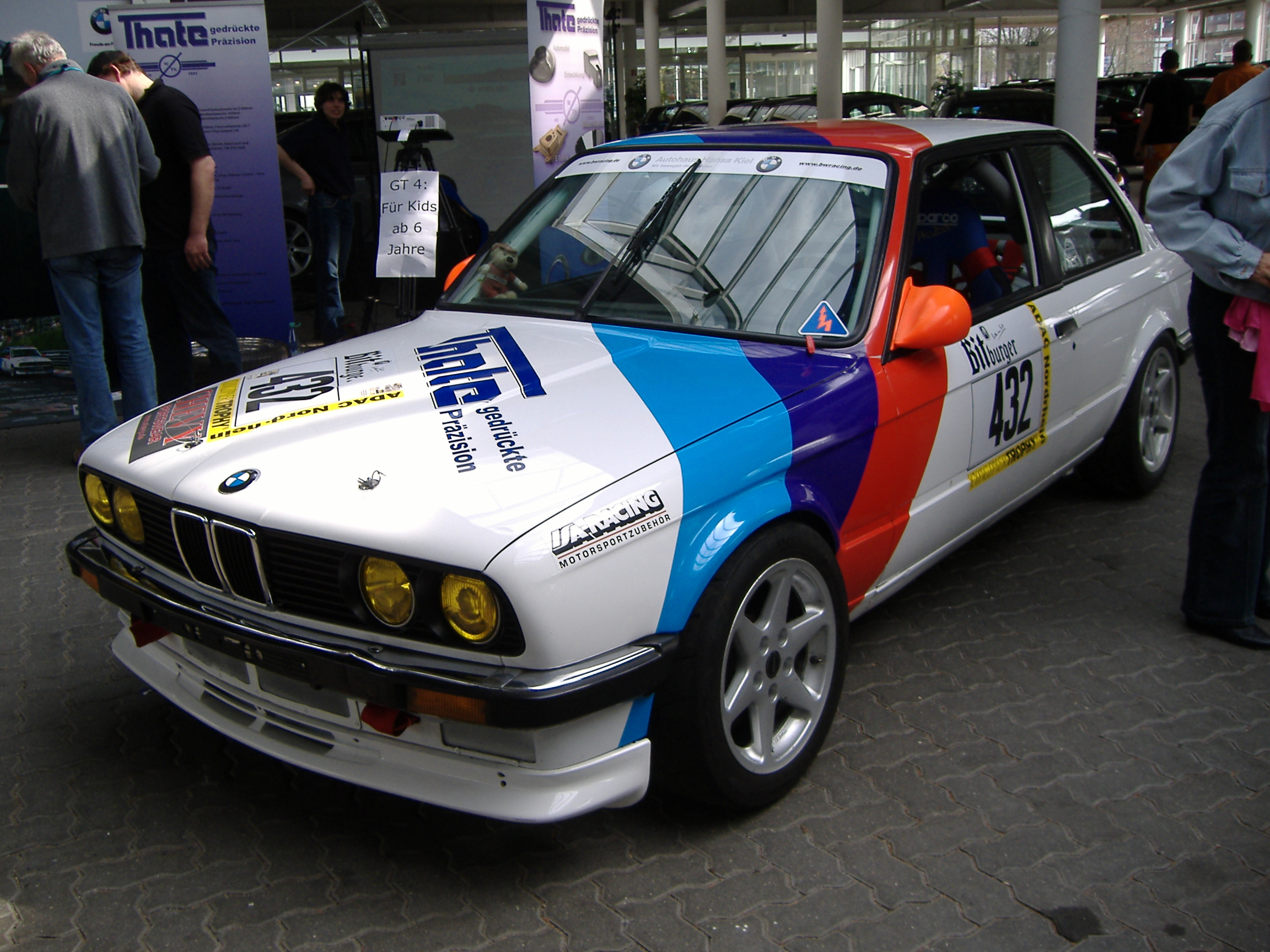
BMW E30 für den Motorsport

Das 24-Stunden-Rennen auf dem Nürburgring wurde 1986 mit einem 325i gewonnen. Danach kam der M3 zum Einsatz, der die 24h von 1989 bis 1992 viermal in Folge gewann. Der M3 wurde zudem unter anderem von Steve Soper (vorwiegend schwarzer und blauer Kühlergrill), Johnny Cecotto (roter Kühlergrill) und Roberto Ravaglia (vorwiegend schwarzer Kühlergrill) in der Deutschen Tourenwagen-Meisterschaft gefahren, wobei Roberto Ravaglia 1989 Meister wurde. Aufgrund der Erfolge dieser Fahrer in der Tourenwagen-Europameisterschaft und der Tourenwagen-Weltmeisterschaft wurden Sondermodelle nach ihnen benannt.
Der 1989 eingeführte 318is wurde mit Vierventiltechnik und der größeren Bremsanlage des 325i ausgestattet. Diese Variante wird auch heute noch aufgrund des günstigsten Preis-Leistungs-Verhältnisses oft im Motorsport, etwa bei Rallyes, eingesetzt.